# Hongkong

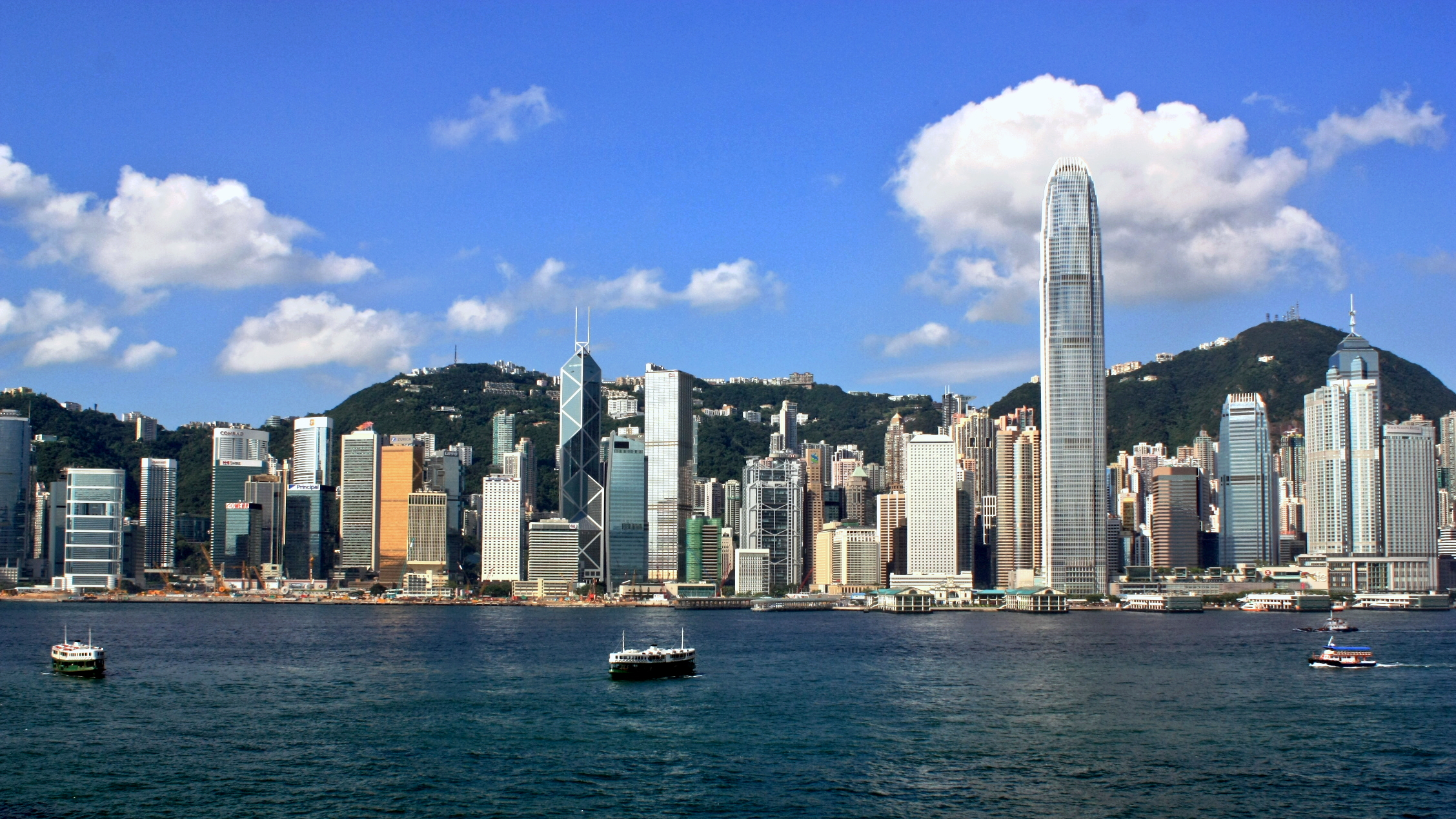
Panorama Hongkongu

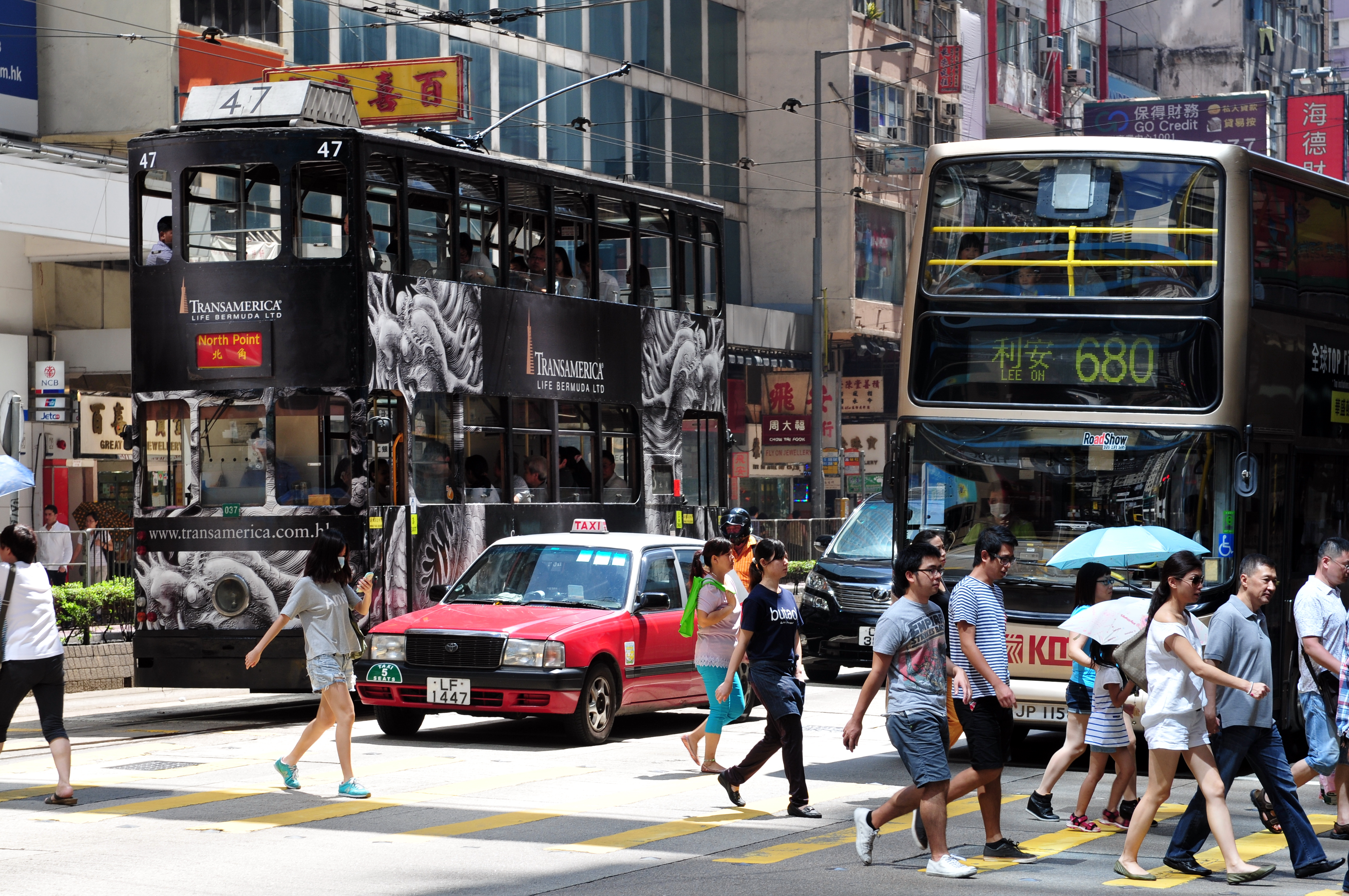
Ulica Hongkongu

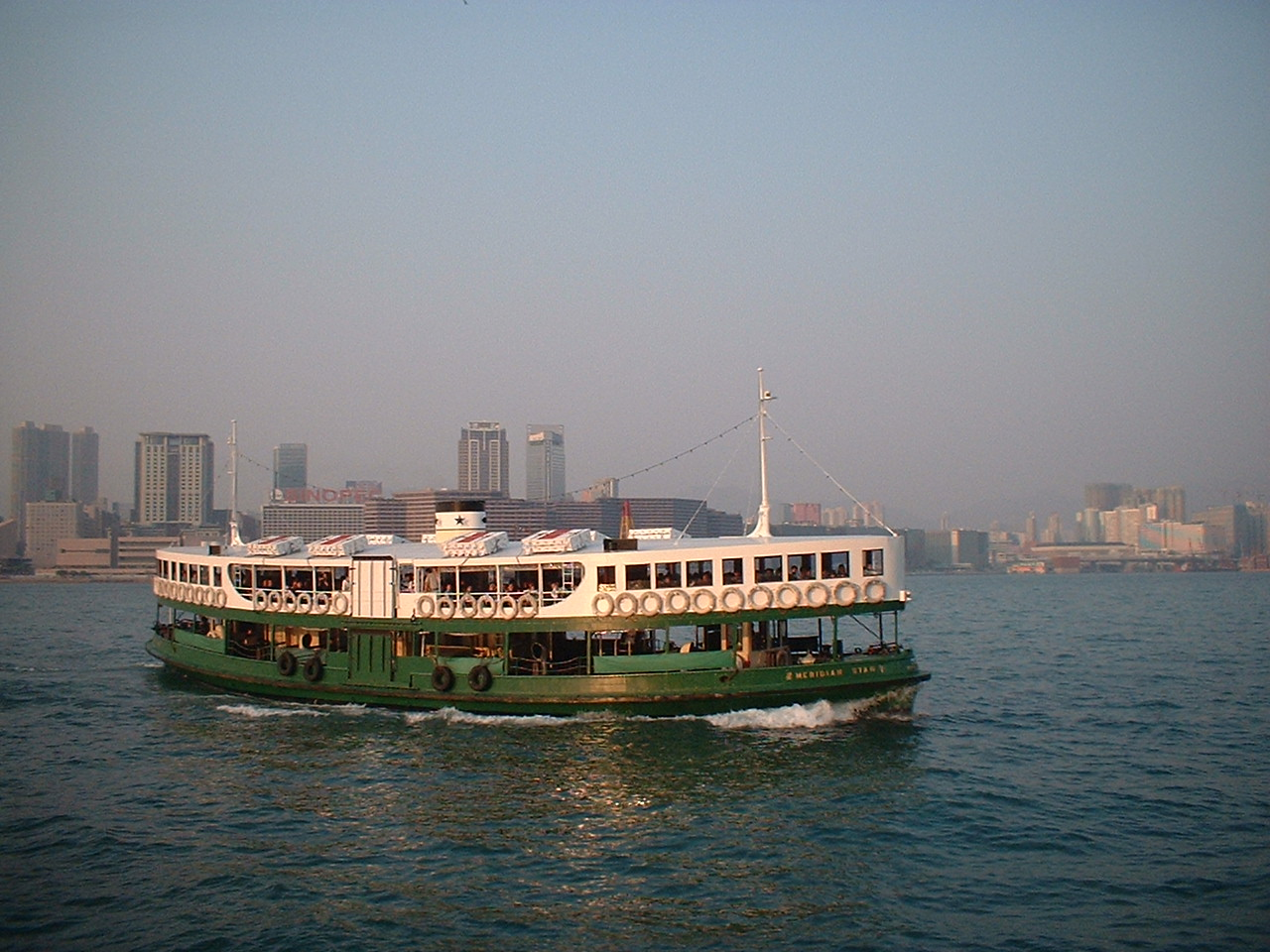
Star Ferry, prom łączący Koulun z wyspą Hongkong

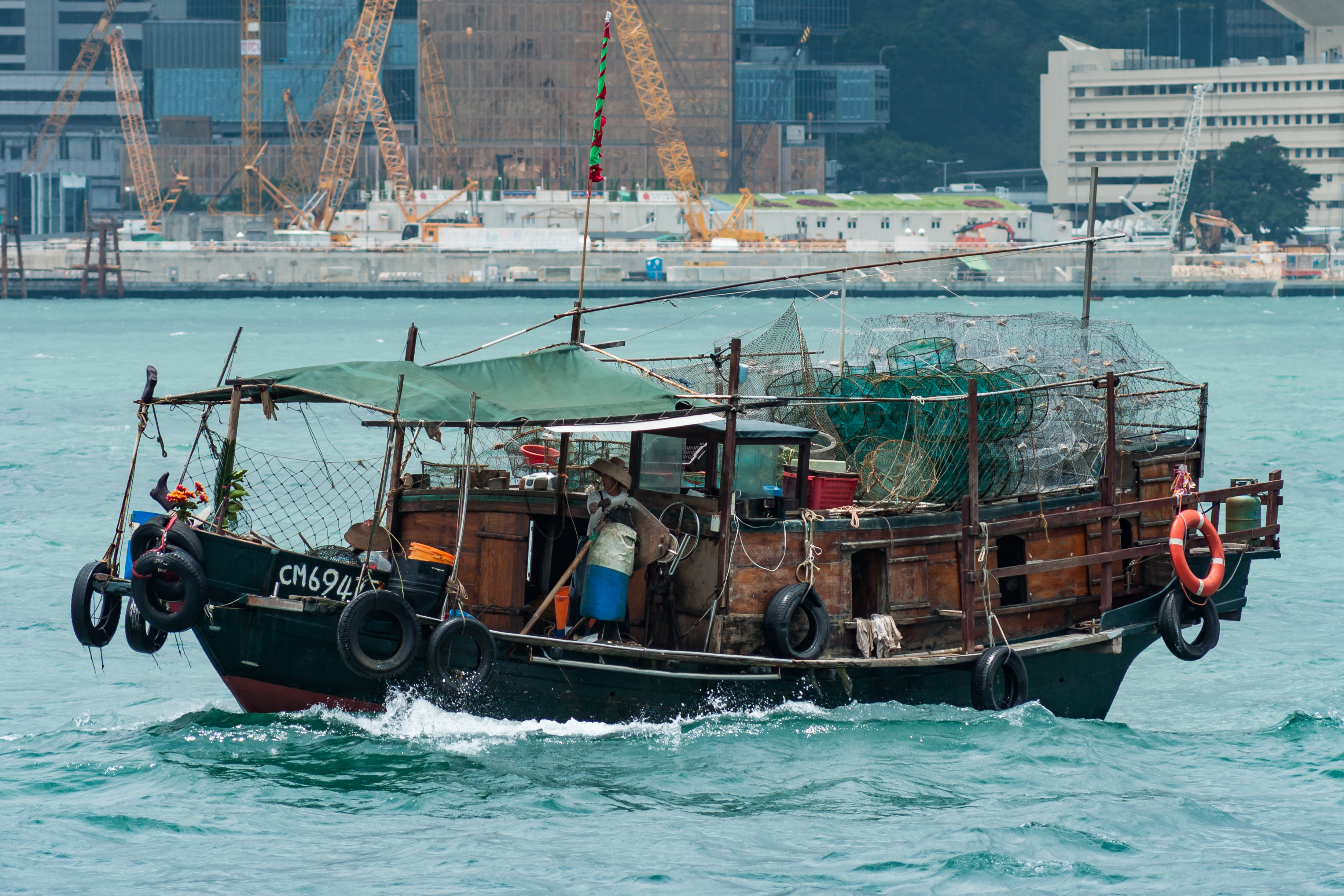
Dżonka

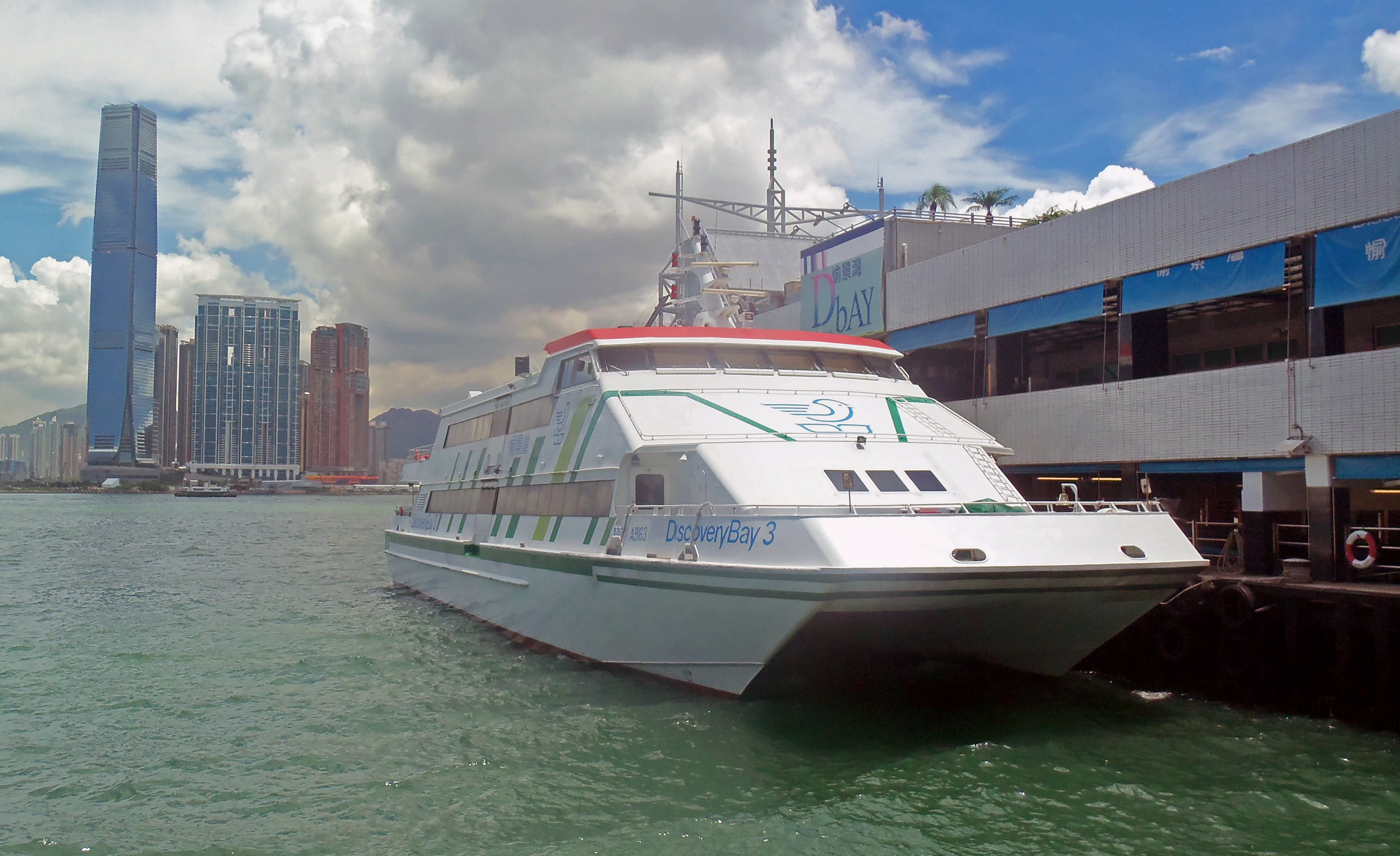
Katamaran „Discovery Bay 3” w przystani promowej, w głębi wieżowiec International Finance Centre

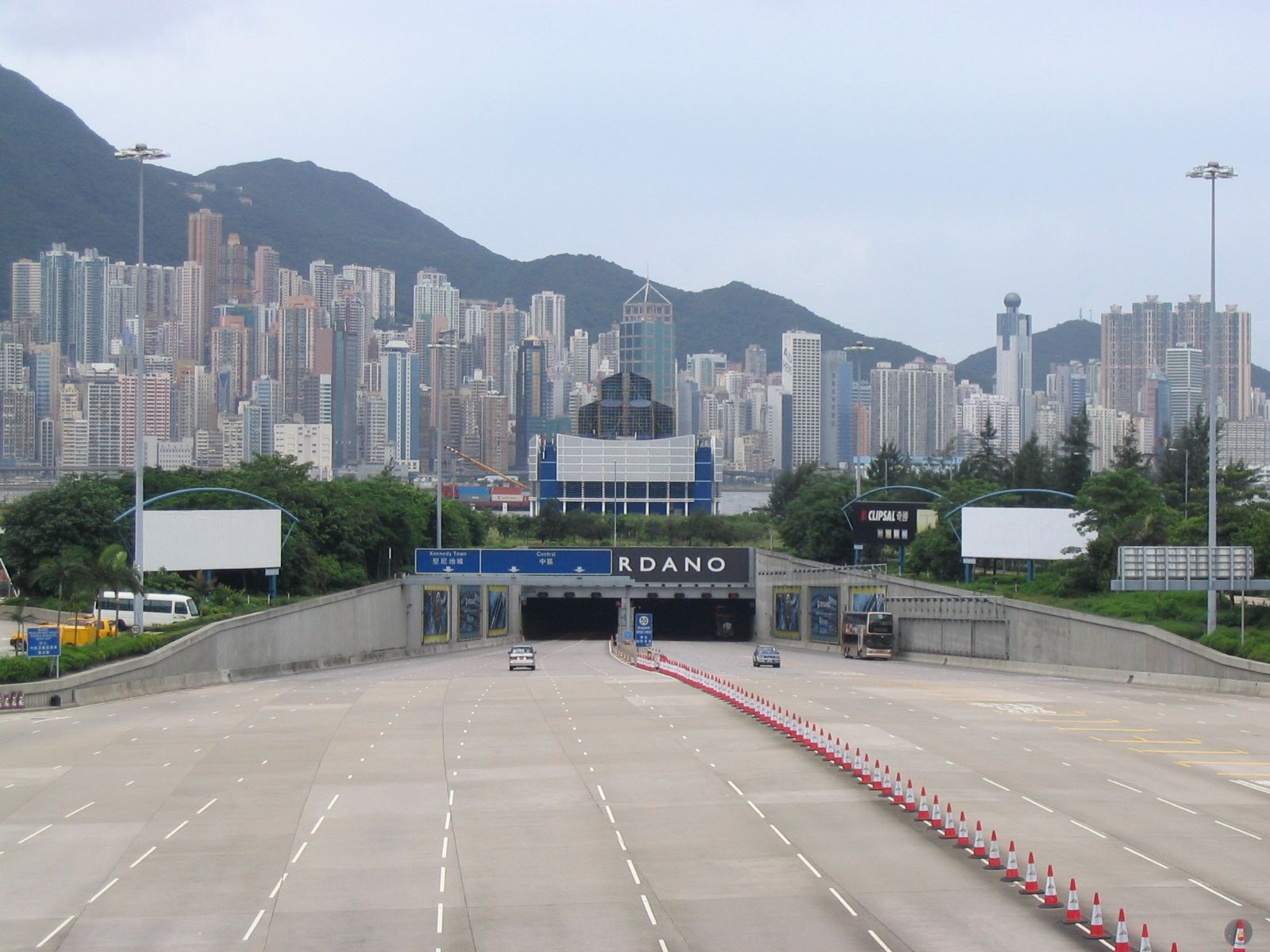
Jeden z tuneli łączących Koulun i wyspę Hongkong

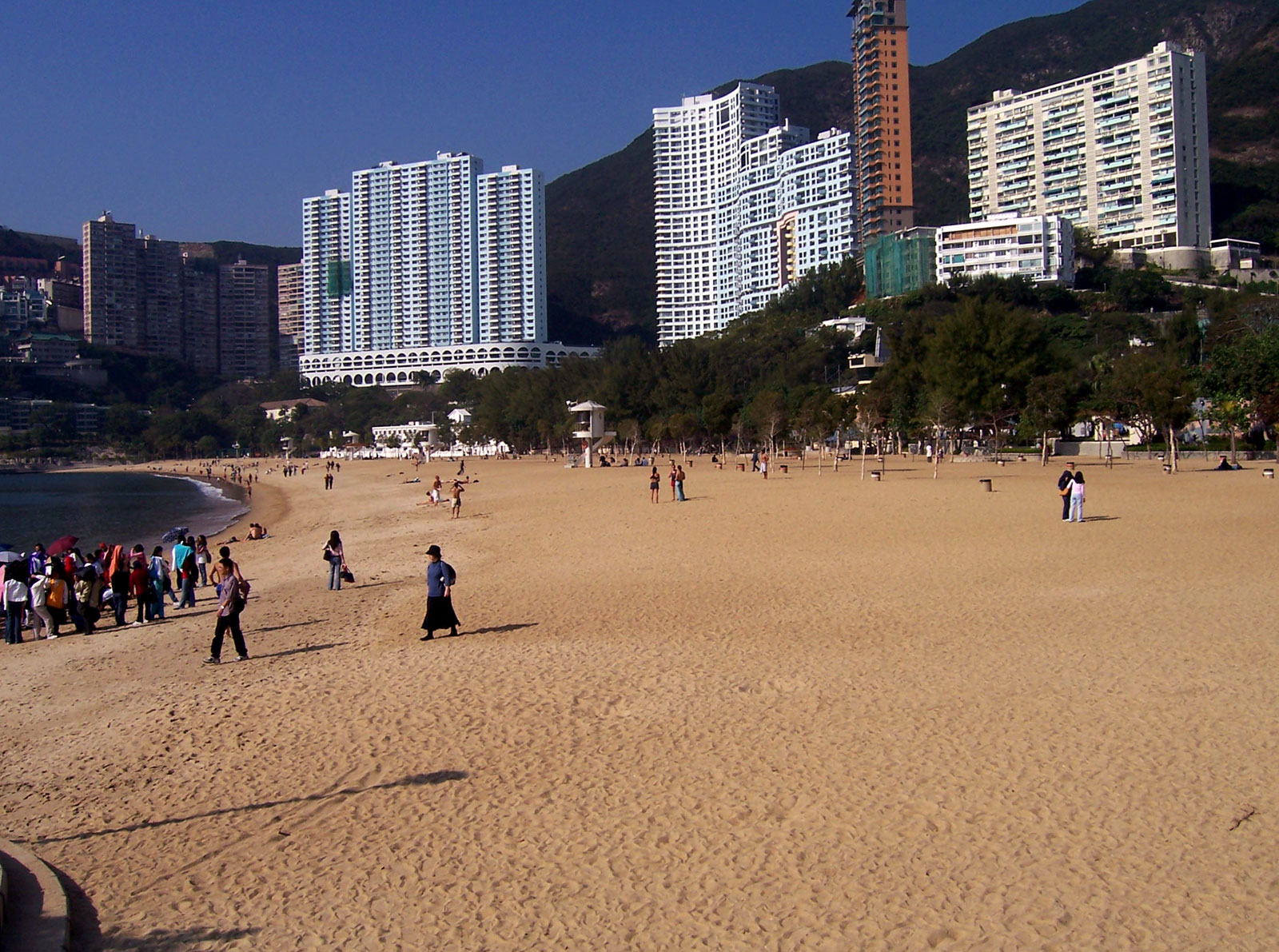
Plaża nad zatoką Repulse, na południowym wybrzeżu wyspy Hongkong

Hongkong (chiń. 香港, kantoński jyutping: hoeng gong wym. [hœ̂ːŋkɔ̌ːŋ], ang. Hong Kong, mandaryński pinyin: Xiānggǎng wym. [ɕjáŋkàŋ]), oficjalnie: Specjalny Region Administracyjny Hongkong Chińskiej Republiki Ludowej (ang. Hong Kong Special Administrative Region of the People’s Republic of China, w skrócie Hong Kong SAR, HKSAR) – miasto i specjalny region administracyjny Chińskiej Republiki Ludowej, znajdujący się nad Morzem Południowochińskim, w Delcie Rzeki Perłowej. Zajmuje m.in. półwysep Koulun oraz liczne wyspy, w tym dwie największe: Lantau i Hongkong.
W latach 1842–1997 była to posiadłość brytyjska. Jedno z największych centrów finansowych i portów morskich świata, z rekordową liczbą wieżowców.

## Etymologia
Nazwa 香港 oznacza dosłownie „pachnący port”. W języku kantońskim wymawiana jest ona jako hoeng1 gong2 (transkrypcja jyutping), zaś w mandaryńskim Xiānggǎng (transkrypcja hanyu pinyin).
Angielska nazwa terytorium miała pierwotnie formę Hongkong, w 1926 roku zmieniono ją na obowiązującą do dziś Hong Kong. Niektóre instytucje, jak Hongkong Post czy The Hongkong and Shanghai Banking Corporation, używają jednak nadal starej pisowni.

## Języki oficjalne
Oficjalnymi językami Hongkongu są chiński i angielski. Władze tworzą ważne dokumenty w obu tych językach. Korespondencja z indywidualnymi członkami społeczeństwa jest zawsze w języku właściwym dla odbiorców. Realizację polityki językowej rządu monitoruje Wydział Języków Urzędowych (Official Languages Division) w Biurze Służby Cywilnej (Civil Service Bureau).
Artykuł 9 „Ustawy zasadniczej” (Basic Law) Specjalnego Regionu Administracyjnego Hongkong mówi:

„Oprócz języka chińskiego język angielski może być również używany jako język urzędowy przez władze wykonawcze, ustawodawcę i sądownictwo.”

## Historia
Do początku XIX wieku mała chińska wyspa Hongkong była zamieszkana przez rybaków. Jednakże brytyjscy kupcy stworzyli z wyspy bramę dla przemycanego z Indii opium, a wywozili tędy takie towary, jak: herbata, jedwabie i porcelana, doprowadzając do poważnych konfliktów handlowych. Uzależnienie od narkotyku stało się poważnym problemem dla Chin. Do 1839 roku było już do ok. 10 mln palaczy opium i 2 mln narkomanów.
Władze Chin dążyły do zlikwidowania tego procederu, niszcząc przemycane opium i karząc handlarzy. W odpowiedzi Wielka Brytania postawiła ultimatum, co doprowadziło do pierwszej wojny opiumowej (1839–1842), która spowodowała 520 ofiar ze strony brytyjskiej i do 20 tys. ofiar chińskich. 
W 1842 roku podpisano w Nankinie traktat kończący tę wojnę. Na jego podstawie wyspa Hongkong została przejęta przez Wielką Brytanię. Był to pierwszy z trzech „nierównoprawnych traktatów” podpisanych przez Chiny z Wielką Brytanią. W ciągu kolejnych 56 lat obszar znacznie powiększył się m.in. o Nowe Terytoria. 
Lata 1856–1860 to druga wojna opiumowa, czyli zbrojna interwencja Wielkiej Brytanii i Cesarstwa Francuskiego w Chinach. Zakończyła się ona „Konwencją pekińską”, na mocy której Chiny scedowały półwysep Koulun (ang. Kowloon) i wyspę Ngong Shuen Chau (ang. Stonecutters) na rzecz Wielkiej Brytanii.
W 1898 podpisano umowę o 99-letniej „dzierżawie” przez Wielką Brytanię. Do Hongkongu napłynęły fale imigrantów z Chin kontynentalnych. Rozwinął się handel międzynarodowy, powstały szkoły, banki i przedsiębiorstwa w stylu zachodnim. Hongkong stał się regionalnym centrum handlowym.
W 1937 roku rozpoczęła się druga wojna chińsko-japońska (1937–1945) i tysiące ludzi z Chin kontynentalnych uciekły do Hongkongu chronionego statusem kolonii brytyjskiej. Jednakże w 1941 roku wojska japońskie wkroczyły do miasta i okupowały je do 1945 roku. Przez cztery lata populacja Hongkongu zmniejszyła się z 1,6 mln do 600 tys. Wielka Brytania odzyskała kontrolę w 1946 roku.
1 października 1949 roku Mao Zedong (1893–1976) proklamował w Pekinie powstanie Chińskiej Republiki Ludowej. Wojna domowa zmusiła setki tysięcy ludzi do ucieczki m.in. do Hongkongu, co doprowadziło do powstania dużych osiedli dzikich lokatorów. Każdego miesiąca docierało ok. 100 tys. osób, przynosząc ze sobą różne dialekty, języki, tradycje. Liczba ludności wzrosła z 600 tys. w 1945 do 2,5 mln w 1956 roku.
W latach 70. Hongkong stał się jednym z „azjatyckich tygrysów”. Mao Zedonga zastąpił Deng Xiaoping (1904–1997), który realizował politykę otwarcia Chin na świat i wewnętrznych reform społeczno-gospodarczych. Wielka Brytania, widząc koniec swojej dzierżawy, zaczynała planować swoje wyjście.
Na mocy umowy chińsko-brytyjskiej, zawartej w 1984, ustalono warunki, na których Hongkong powrócił do Chin po upływie okresu dzierżawy w 1997 roku. Chiny zobowiązały się pozostawić władzom Hongkongu do 2047 roku dużą autonomię we wszystkich sprawach, z wyjątkiem polityki zagranicznej i sił zbrojnych. 1 lipca 1997 ChRL objęła Hongkong w posiadanie. 
W 2014 roku w Hongkongu trwały protesty przeciw niedemokratycznej ordynacji wyborczej, które nazwano „rewolucją parasolek”. Stłumiono je 15 grudnia. Kolejne protesty w 2019 r. związane były z ogłoszeniem projektu ekstradycji obywateli Hongkongu do ChRL.
Następstwem protestów było założenie prodemokratycznych partii politycznych, które zajęły część miejsc parlamentarnych wybieranych drogą demokratyczną. Rozwój ruchów prodemokratycznych był wynikiem ograniczania w drugiej połowie 2010 roku swobód panujących w Hongkongu, przejawiającego się m.in. autocenzurą mediów i blokowaniem demokratyzacji regionu. Zmiana polityki chińskiej spowodowała narastanie nastrojów secesjonistycznych i antychińskich oraz w reakcji na nie mobilizacje grup o nastawieniu prochińskim.

## Galeria historyczna

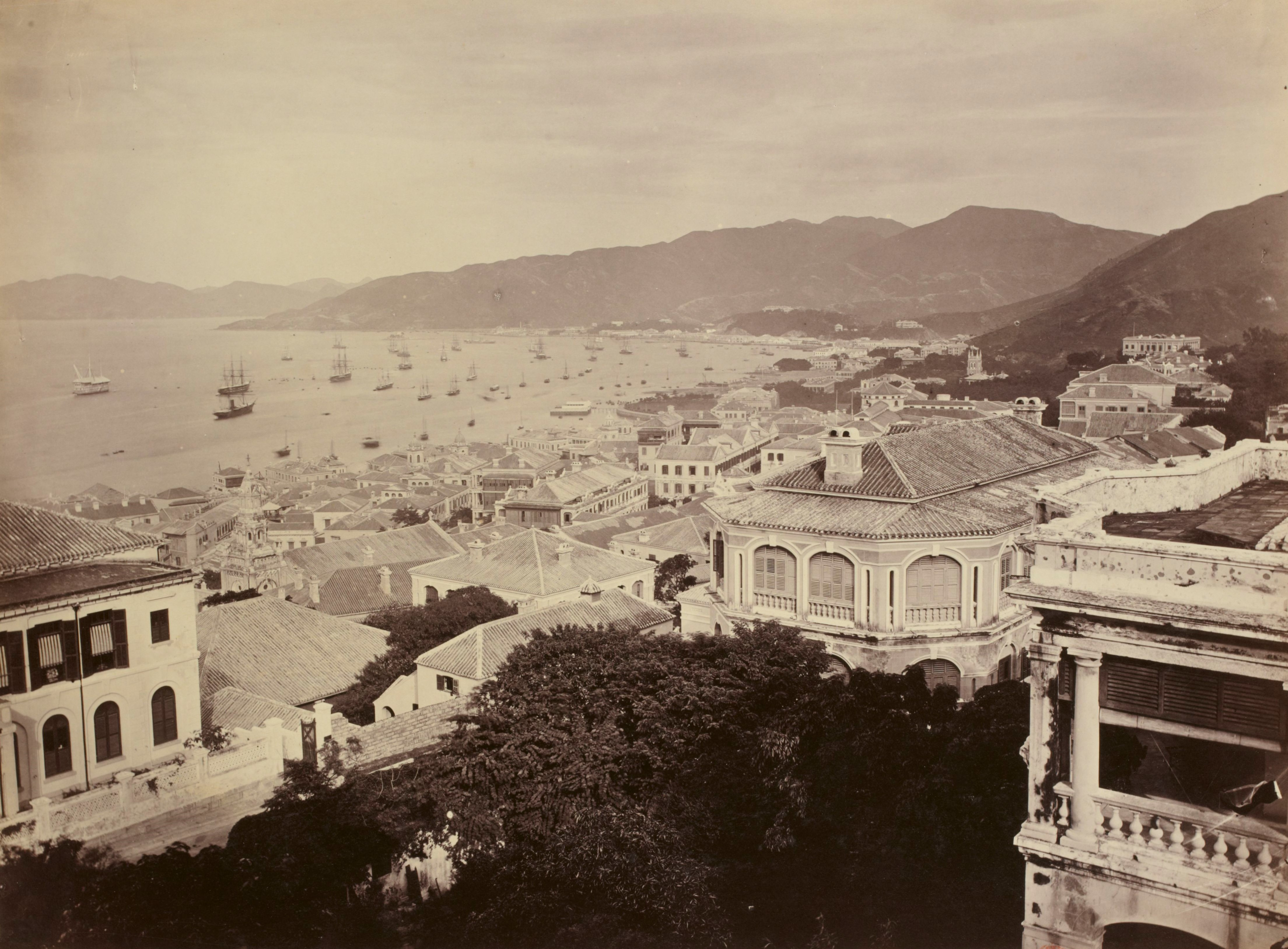
Hongkong, 1868
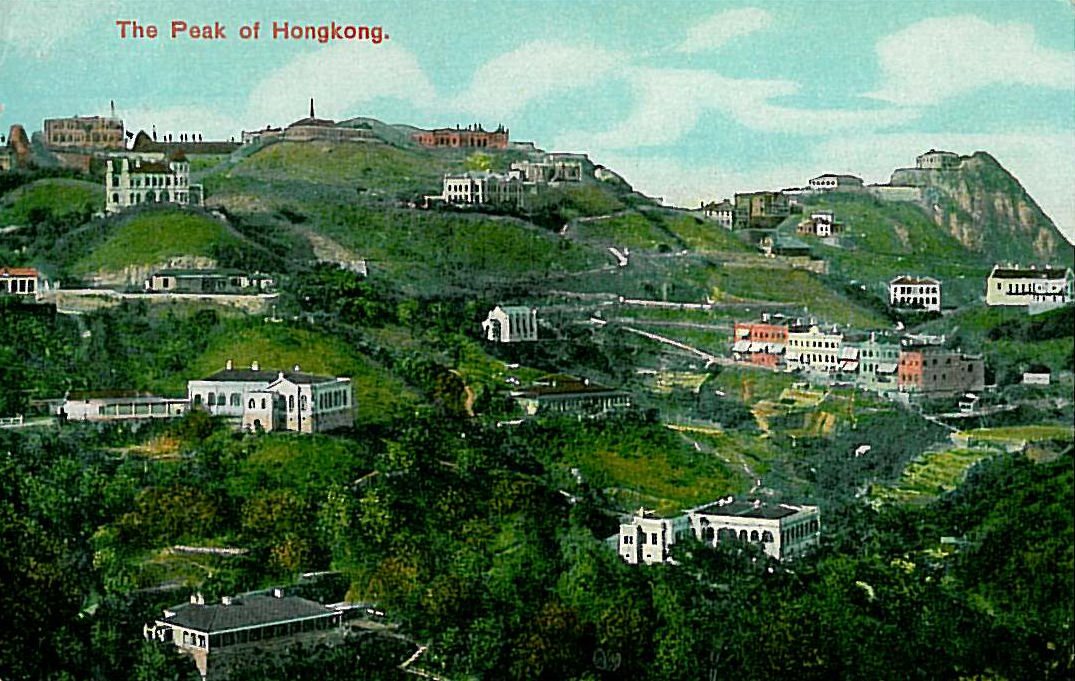
The Peak, ok. 1900
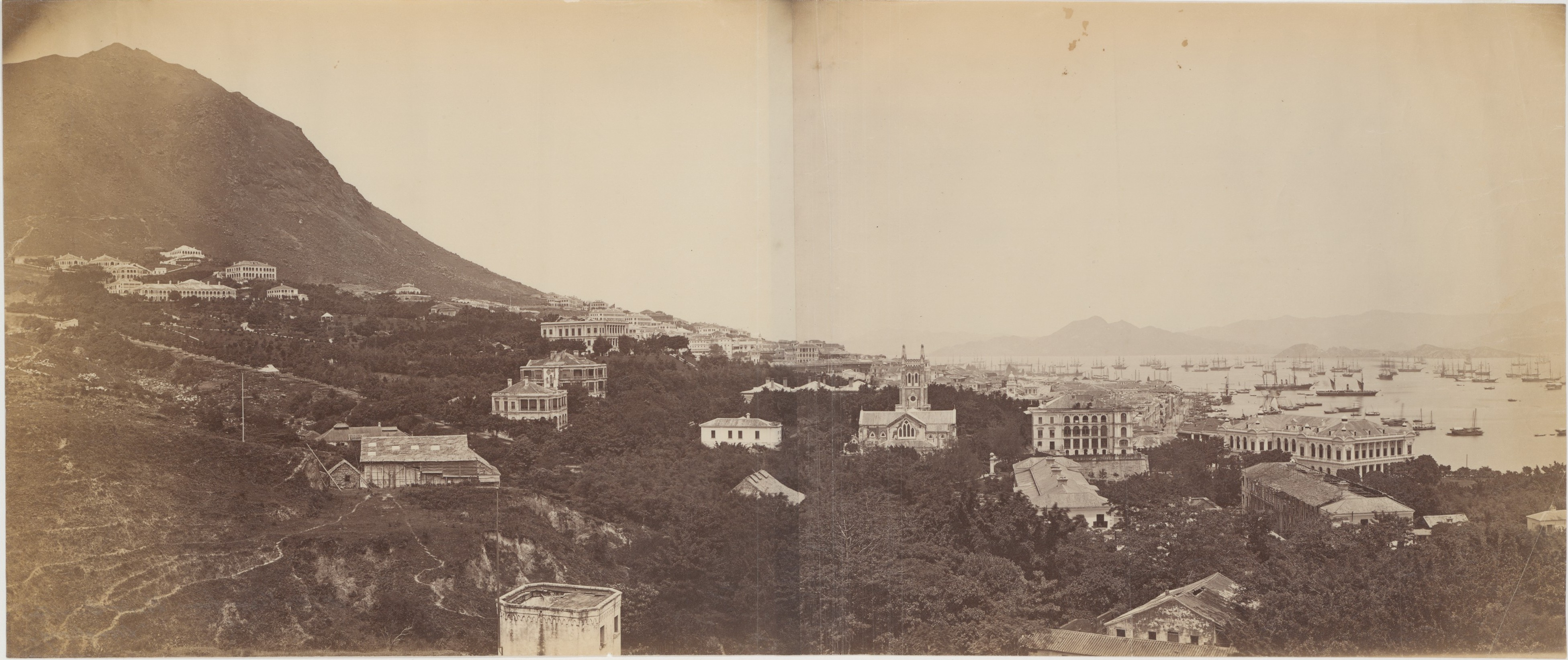
Panorama Hongkongu, ok. 1869
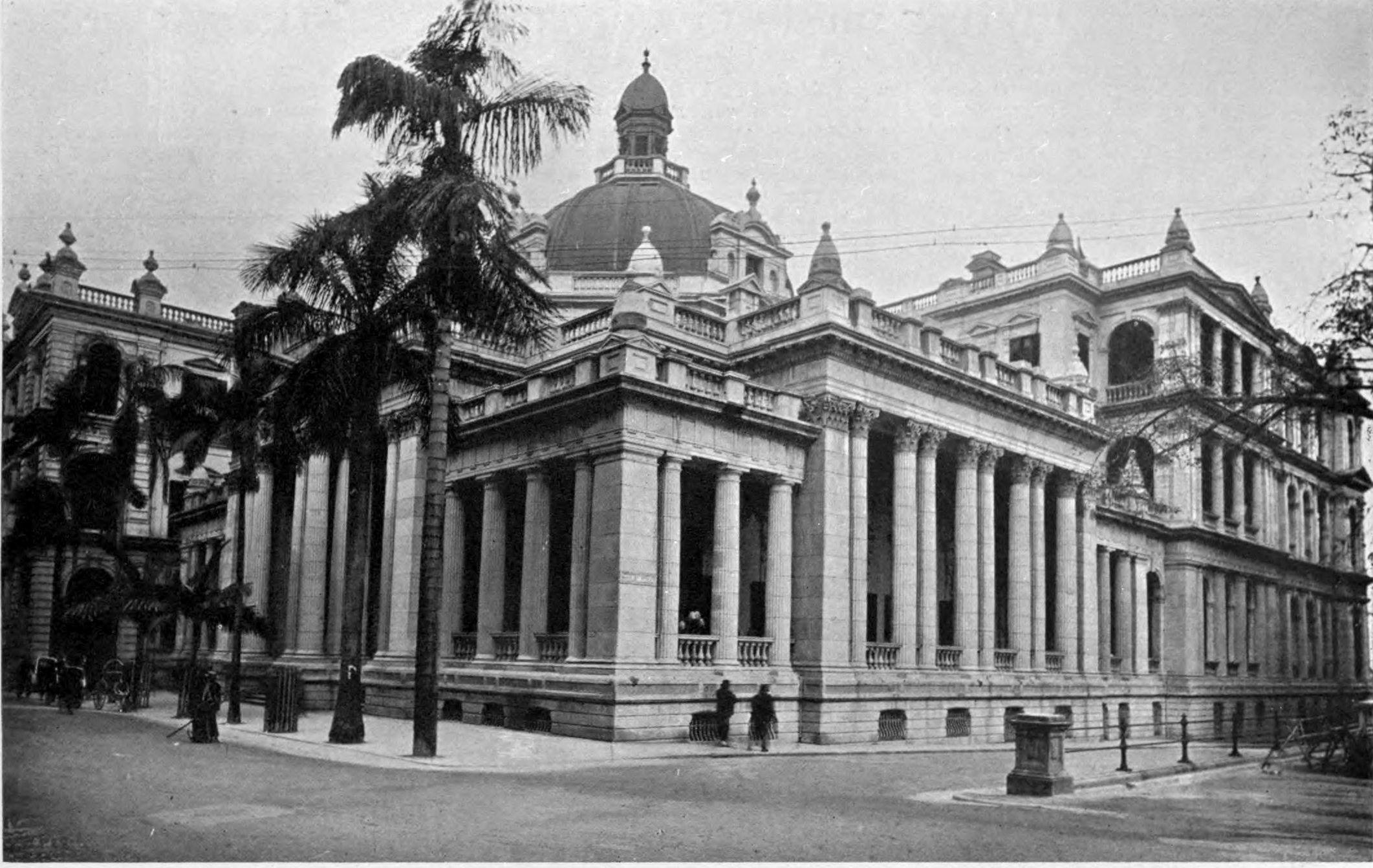
Hongkong and Shanghai Bank, 1908
Flaga Hongkongu 1959–1997

## Podział administracyjny

Podział administracyjny Hongkongu

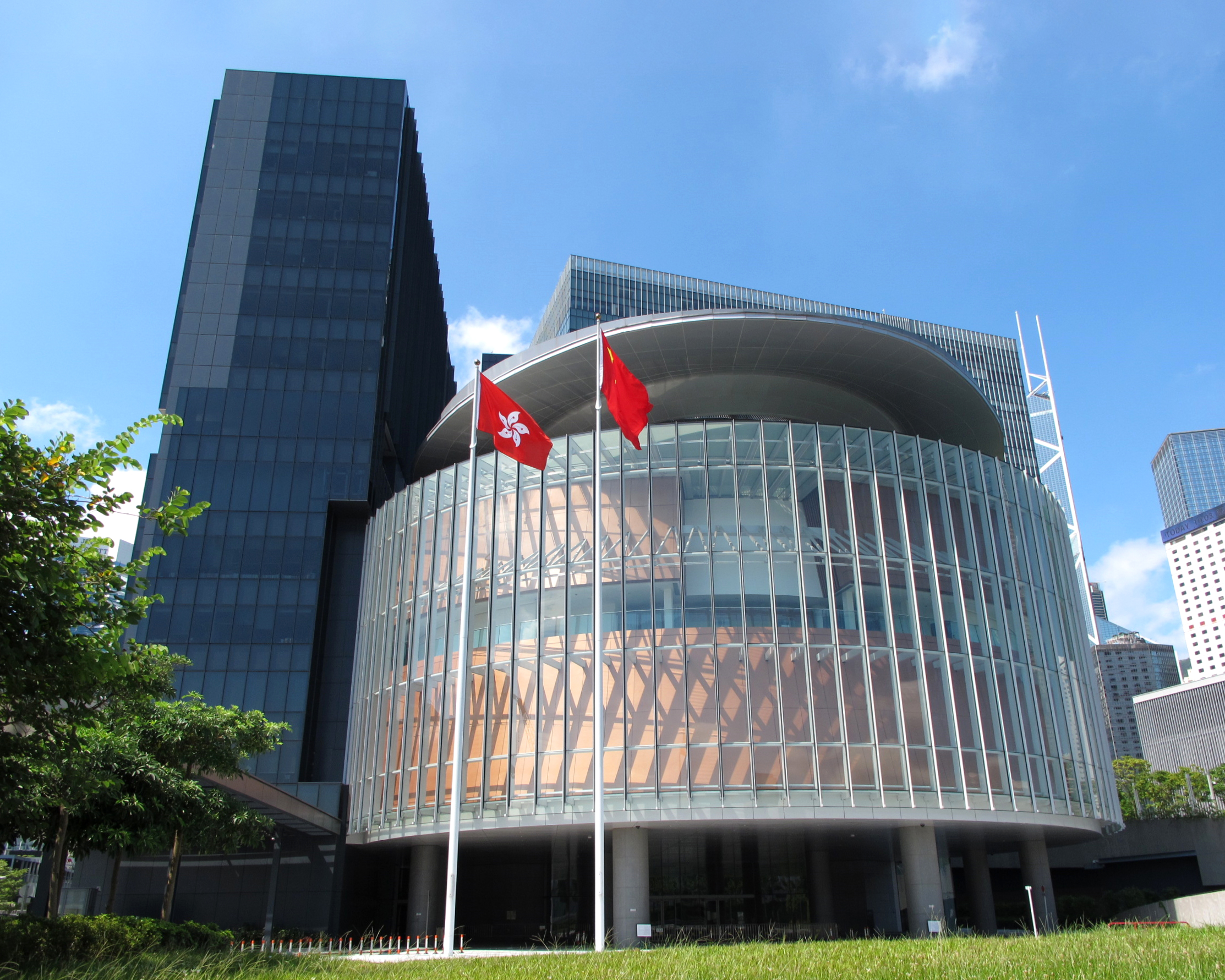
Rada Legislacyjna Hongkongu

Wraz z przejęciem Hongkongu przez Chiny poszczególne miasta hongkońskie utraciły swój dotychczasowy status – całe terytorium Hongkongu stało się jednym obszarem miejskim. Utrzymany natomiast został podział na 3 regiony i na 18 dzielnic.
1. Nowe Terytoria            (ang. The New Territories):
2. Koulun                    (ang. Kowloon);
3. Hongkong (ang. Hong Kong Island).

## Geografia
Powierzchnia lądowa wynosi 1110,18 km², a lądowa i morska łącznie 2754,97 km². Poprzez osuszanie terenów, odebrano morzu 74,03 ha. HKSAR rozciąga się między 22°08'N a 22°35'N oraz między 113°49'E a 114°31'E.
Hongkong SAR zajmuje półwysep Koulun oraz liczne przybrzeżne wyspy. Największe z nich to: Lantau (147,51 km²), Hongkong (78,65 km², z sąsiadującymi wysepkami 80,72 km²) oraz Nanya Dao (13,74 km²). 
Cały Region HK jest położony na wybrzeżu Morza Południowochińskiego, przy ujściu Rzeki Perłowej (Zhu Jiang). Cieśniną oddzielającą wyspę od półwyspu Koulun jest Port Wiktorii (Victoria Harbour) jeden z najgłębszych portów świata. Od strony prawnej Port Wiktorii jest zdefiniowany jako obszar ograniczony od strony zachodniej linią łączącą wyspę Tsing Yi z Zieloną Wyspą (Green Island), a na wschodzie kończy się w przewężeniu Lei Yue Mun. 
Nowe Terytoria zajmują około 200 przybrzeżnych wysp i wysepek. Cały okręg liczy 234 wyspy. 
W krajobrazie Hongkongu dominują pagórki, często ze stromymi zboczami. Najwyższy szczyt, Tai Mo Shan, o wysokości 958 m n.p.m. znajduje się w centralnej części Nowych Terytoriów. Niziny zajmują północno-zachodnią część półwyspu Koulun.
Hongkong leży 60 km na wschód od Makau (na przeciwległym brzegu ujścia Rzeki Perłowej). Po drugiej stronie chińskiej granicy leży Shenzhen. Na całej powierzchni 1104 km² mniej niż 25% jest zajętych przez zabudowę. Resztę zajmują parki i rezerwaty przyrody.
Klimat Hongkongu jest zwrotnikowy, monsunowy. W zimie jest zimno i sucho, latem gorąco i wilgotno, a jesienią ciepło, słonecznie i sucho. W Hongkongu sporadycznie występują tajfuny.

### Klimat
Klimat subtropikalny, przez prawie pół roku skłaniający się do umiarkowanego. W listopadzie i grudniu pojawia się łagodna bryza, dużo słońca i przyjemne temperatury. Styczeń i luty są bardziej pochmurne, z okazjonalnymi zimnymi frontami, po których występują suche wiatry północne. Często zdarza się, że na obszarach miejskich temperatura spada poniżej 10 °C. Najniższa temperatura zarejestrowana w Hong Kong Observatory to 0 °C. Temperatury poniżej zera i mrozy występują czasami na wyżynach i w Nowych Terytoriach.
Marzec i kwiecień są łagodniejsze, zdarzają się okresy wysokiej wilgotności. Mgła i mżawka mogą być szczególnie uciążliwe na wzniesieniach, które są wystawione na południowy wschód, a ruch lotniczy i usługi promowe są czasami zakłócane z powodu ograniczonej widoczności.
Od maja do sierpnia jest gorąco i wilgotno z okazjonalnymi przelotnymi opadami i burzami, szczególnie w godzinach porannych. Temperatury popołudniowe często przekraczają 31 °C, podczas gdy w nocy temperatury utrzymują się na poziomie ok. 26 °C przy wysokiej wilgotności. Zwykle w lipcu występuje susza, która może trwać od jednego do dwóch tygodni.
Lipiec i wrzesień to miesiące występowania cyklonów tropikalnych. Średnio około połowa z nich osiąga siłę tajfunu (maksymalny wiatr 118 km/godz. lub więcej).
Kiedy cyklon tropikalny znajduje się ok. 700–1000 km na południowy wschód od Hongkongu, pogoda jest zwykle ładna i wyjątkowo gorąca, ale czasami wieczorami zdarzają się burze. Jeśli centrum zbliża się, rośnie szybkość wiatrów, a deszcze stają się obfite i mogą trwać kilka dni. Średnie roczne opady wahają się od około 1400 do ponad 3000 mm. Około 80% opadów przypada między majem a wrześniem. Czerwiec i sierpień są zwykle najbardziej wilgotnymi miesiącami, natomiast styczeń i grudzień są zazwyczaj najsuchszymi.

## Gospodarka

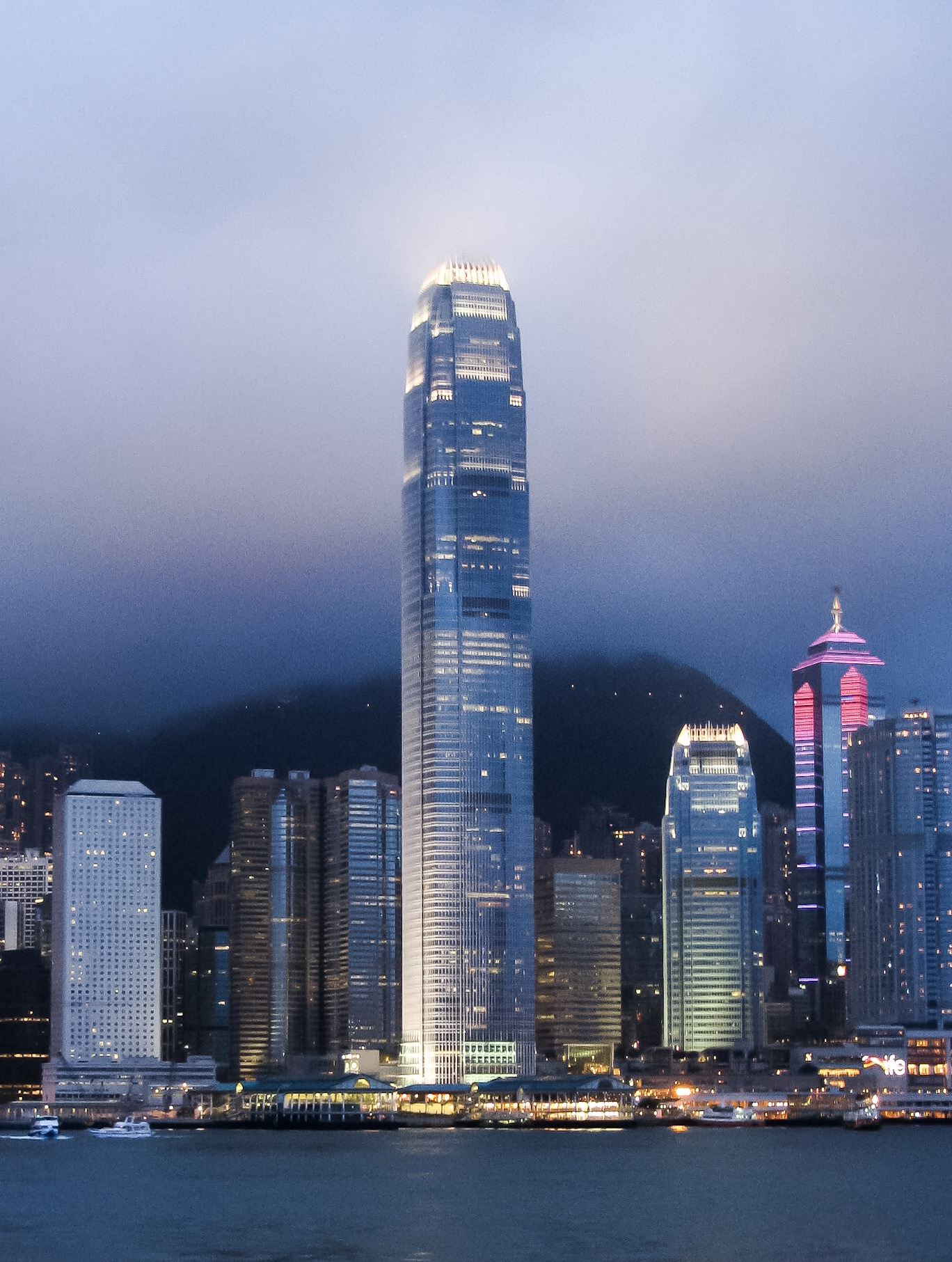
Two International Finance Center

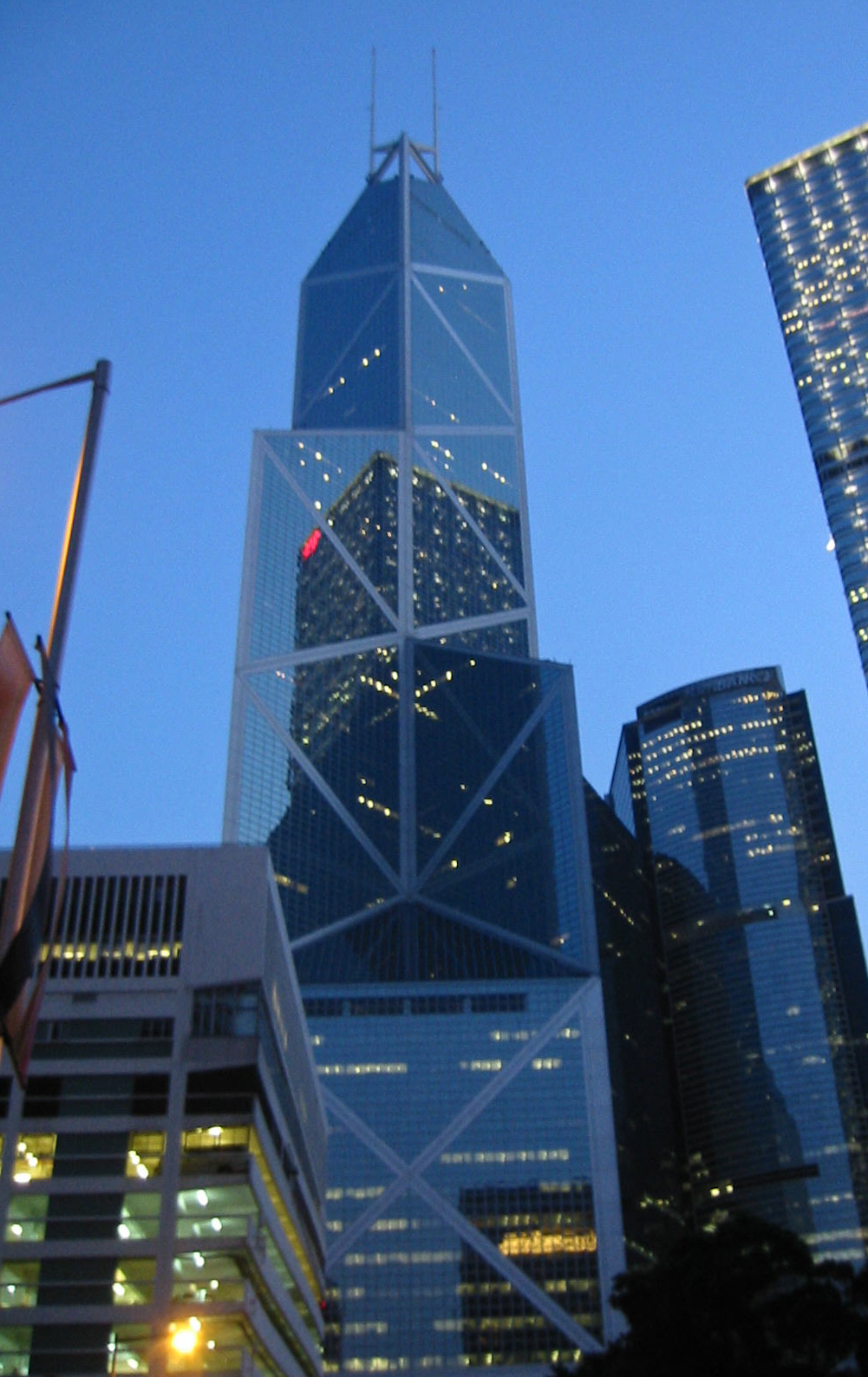
Bank of China Tower

Hongkong jest jednym ze światowych centrów handlu, finansów, transportu i biznesu. Znajduje się w strategicznym miejscu u progu ogromnej gospodarki kontynentalnej. W 2020 roku Hongkong był szóstym co do wielkości podmiotem handlu i szóstym co do wielkości centrum bankowym na świecie. W 2014 roku w mieście założono przedsiębiorstwo produkujące oprogramowanie Animoca Brands.
Oficjalną walutą Hongkongu jest dolar hongkoński (HKD).

### Charakterystyka ogólna
HKSAR oferuje przyjazne dla biznesu środowisko w oparciu m.in. o: tradycję rządów prawa, niezawisłość sędziowską, nieskrępowany przepływ kapitału, ludzi, towarów i informacji, kompleksową sieć finansową, sprawną infrastrukturę transportową i komunikacyjną, wykształconą siłę roboczą, prosty system podatkowy.
Według Banku Światowego, w 2020 roku produkt krajowy brutto na osobę w Hongkongu wyniósł 46,323 USD, a inflacja 0,635%. Natomiast raport firmy konsultingowej Mercer’s Cost of Living Survey, który klasyfikuje 209 miast pod względem wydatków cudzoziemców-ekspatriantów na mieszkanie, transport, media, żywność i artykuły gospodarstwa domowego, zawiera informację, iż w 2021 roku Hongkong został wyprzedzony przez Aszchabad, stolicę Turkmenistanu, jako najdroższe miasto na świecie. 
Współczynnik Giniego (współczynnik nierówności społecznej) wyniósł 0,54 w 2016 roku. 
Główną rolę w rozwoju międzynarodowych stosunków gospodarczych Hongkongu odgrywa Rada Rozwoju Handlu Hongkongu (Hong Kong Trade Development Council).
Cztery kluczowe branże Hongkongu: 
- usługi finansowe,
- turystyka,
- handel i logistyka,
- profesjonalne usługi i inne usługi producenckie[18].

Hongkong, przy zaludnieniu 7,5 mln, ma jedną z najwyższych na świecie wartości eksportu i importu na mieszkańca. W 2020 roku siła robocza liczyła 3,89 mln osób, po 50% mężczyźni i kobiety. 
Większość pracowników – 88,9% – jest zatrudniona w sektorach usługowych, a ich udział w PKB w 2019 roku wyniósł 93,4%. Podział jest następujący: 
- 29,3% – publiczne usługi administracyjne, socjalne i osobiste;
- 26,2% – import/eksport, hurt, handel detaliczny, zakwaterowanie (hotele, pensjonaty, inne placówki zapewniające zakwaterowanie krótkoterminowe), usługi gastronomiczne;
- 22,6% – finanse, ubezpieczenia, nieruchomości, usługi profesjonalne i biznesowe;
- 10,9% – transport, składowanie towarów, usługi pocztowe i kurierskie, informacja i komunikacja[13].

Tylko 2,3% jest zatrudnionych w przemyśle.
W rankingach Hongkong jest jednym z najdroższych miejscem na świecie pod względem kosztów wynajmu powierzchni biurowej.
Największym partnerem handlowym Hongkongu są Chiny kontynentalne. Wartość handlu z kontynentem wyniosła w 2020 roku ponad połowę całkowitej wartości handlu HK. Hongkong natomiast był czwartym partnerem handlowym Chin kontynentalnych, po Stanach Zjednoczonych, Japonii i Korei. 

### Produkcja przemysłowa
Ze względu na ograniczenia naturalne wynikające z położenia (niewystarczająca powierzchnia pod budowę, konieczność importu praktycznie wszystkich surowców i półproduktów itp.) Hongkong zmuszony był postawić na rozwój gałęzi przemysłu, dających wyspecjalizowane produkty wysokoprzetworzone, jak np. elektronika. Pod koniec lat 70. XX w. stał się np. największym eksporterem elektronicznych zegarków, kalkulatorów, gier i podobnych wyrobów, a także utrzymywał pozycję głównego eksportera odbiorników radiowych. W 1979 r. wartość eksportu urządzeń elektronicznych wyniosła blisko 2 mld dolarów.
Hongkong jest centrum zarządzania i kontroli sieci zglobalizowanej produkcji przemysłowej. Wytwórczość krajowa stanowiła jedynie 1,1% PKB w 2019 roku i dała zatrudnienie dla 82 800 osób w 2020 roku czyli 2,3% ogólnego zatrudnienia.
Największymi pracodawcami są producenci żywności i napojów (34,5%). 
Inne gałęzie to:

- poligrafia i reprodukcja zapisanych nośników informacji (13,5%)
- farmaceutyki, produkty lecznicze, chemiczne, botaniczne (6,4%)
- odzież (3,4%)
- wyroby metalowe (2,4%)
- elektronika (2,2%)
- tekstylia (2,1%)
- produkty z gumy i tworzyw sztucznych (2,1%)
- inne (33,4%)[13]

### Rolnictwo
Rolnictwo jest skoncentrowane na Nowych Terytoriach. Użytki rolne zajmują około 8% powierzchni ogólnej, w tym grunty orne i sady około 7%. Dominuje intensywna uprawa warzyw (do 3 zbiorów rocznie), ryżu (2 zbiory), drzew owocowych i kwiatów. Hodowla głównie drobiu i trzody chlewnej. Rozwinięte jest rybołówstwo.

### Turystyka
W 2015 roku Hongkong odwiedziło 26,7 mln turystów (3,9% mniej niż w roku poprzednim), generując dla niego przychody na poziomie 36,150 mld dolarów.

## Demografia

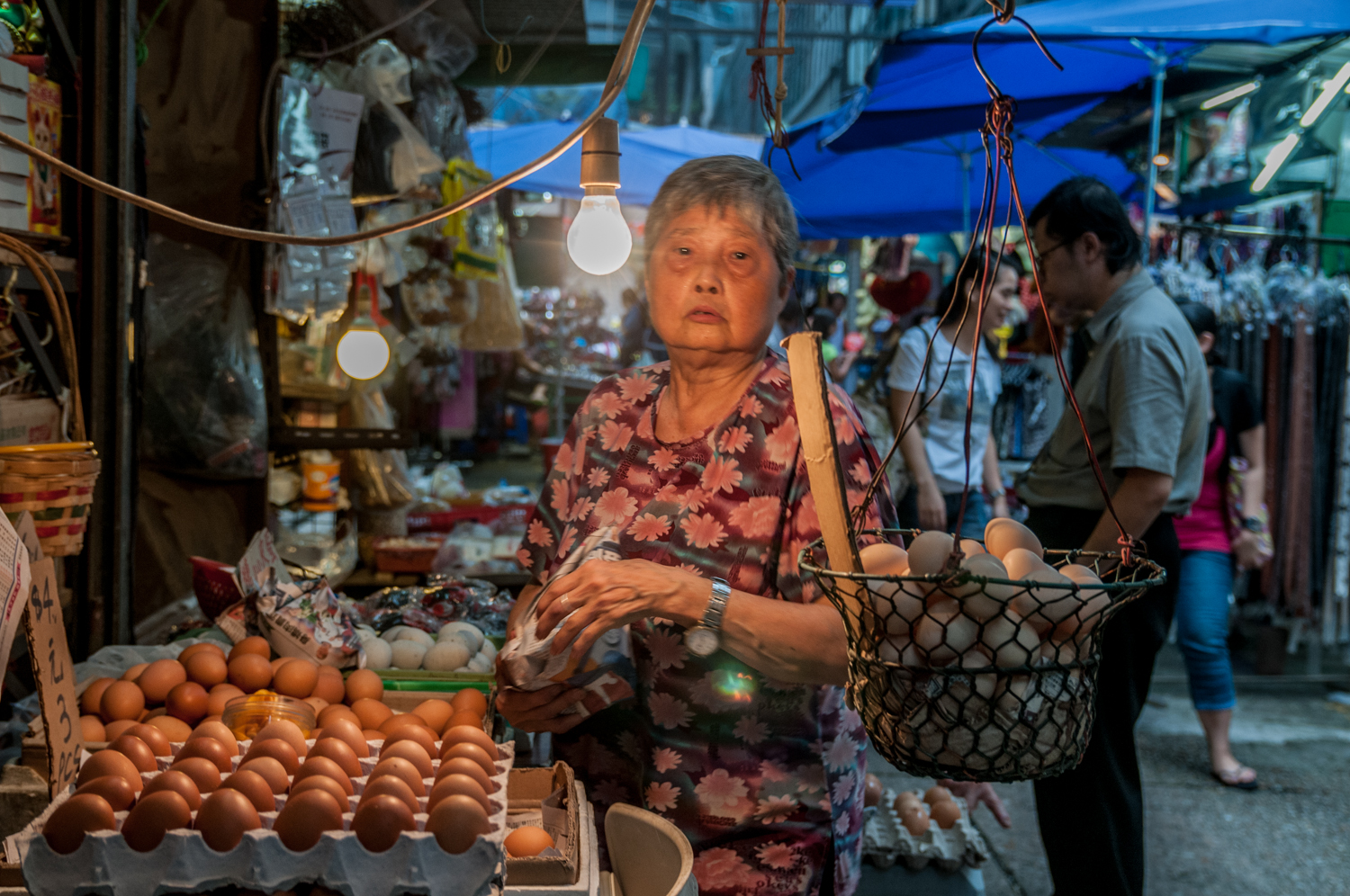
Na targu

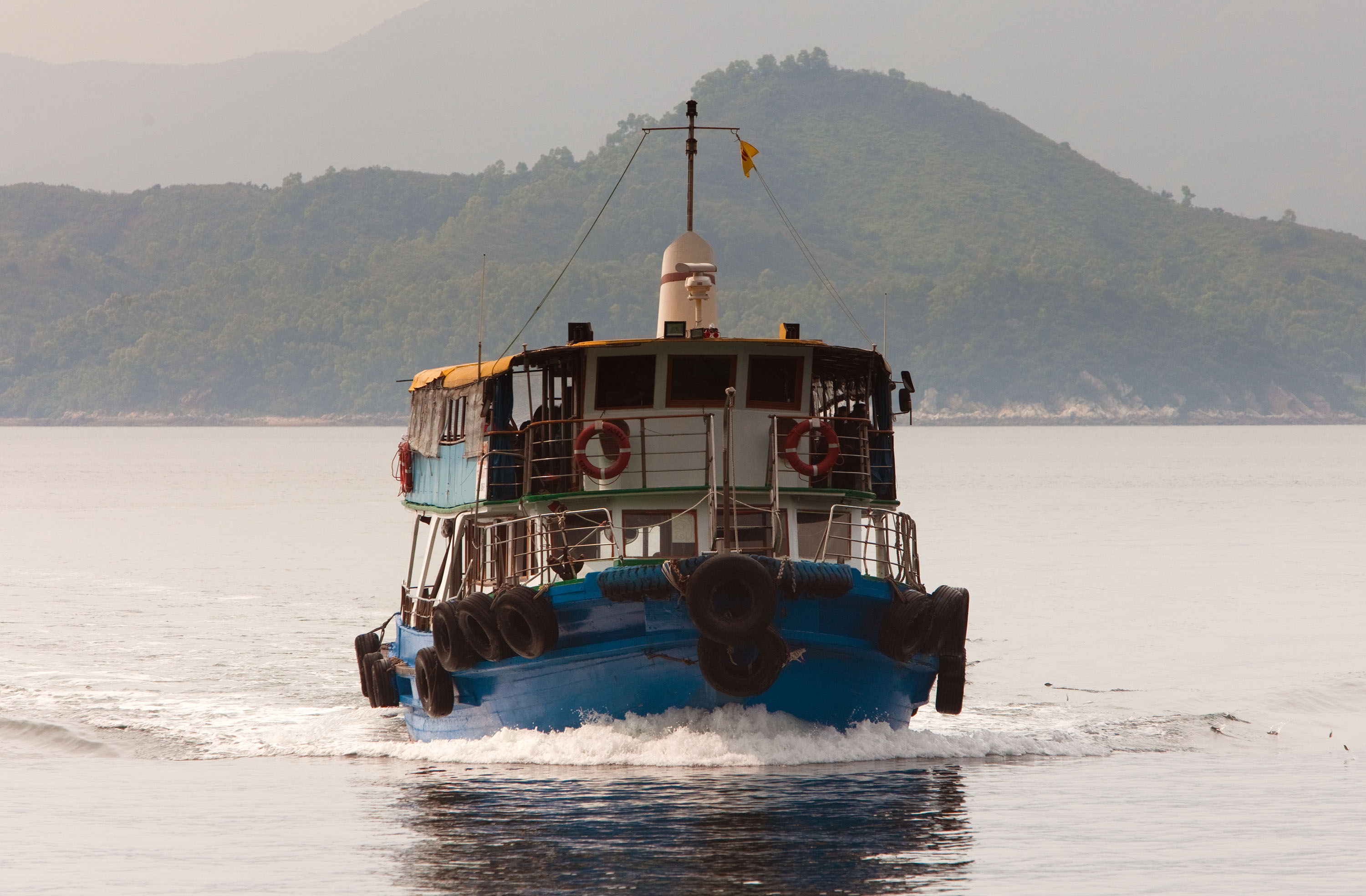
Prom kai-to

Według spisu ludności z 2016 r. (by-census), liczba mieszkańców Hongkongu wyniosła 7 336 585. Populacja wzrosła ponad dwukrotnie w ciągu 55 lat z 3,13 mln w 1961 do 7,34 mln w 2016 roku. Najliczniejszą zanotowano w Nowych Terytoriach – 52,3%, następnie w Koulun – 30,6% i Hongkongu – 17,1%.
Długość życia dla kobiet wynosi 87,6 lat, dla mężczyzn – 82,2.
Poziom płodności pozostaje na bardzo niskim poziomie. Odsetek gospodarstw domowych bez dzieci poniżej 15. roku życia wzrósł z 70,4% w 2006 roku do 76,9% w 2016 roku.
Migracja jest ważnym elementem zmian struktury populacji, ale odsetek ludności urodzonej w Hongkongu jest nadal wysoki i wynosi około 60%. Liczba osób urodzonych w Chinach kontynentalnych, Makau i na Tajwanie w latach 2006–2016 spadła nieznacznie z 33,5% do 31,0%. Natomiast liczba osób, które urodziły się gdzie indziej wzrosła z 6,2% do 8,4%. Było to głównie z powodu dużej liczby cudzoziemek przyjeżdżających do pracy jako pomoce domowe.
W 2016 r. 90,6% populacji, czyli około 6,65 mln osób było narodowości chińskiej z miejscem zamieszkania w HK. Ponadto, 1,7% ludności narodowości chińskiej z miejscem zamieszkania innym niż Hongkong. Inne uwzględnione grupy narodowościowe o znacznej liczebności to: filipińska (31,5% spośród nie-Chińczyków), indonezyjska (26,2%) i brytyjska (inaczej biali: 10,0%). Ze względu na dużą liczbę zagranicznych pomocy domowych, przytłaczająca jest liczba kobiet wśród populacji spoza Chin, albowiem stanowią one 76,5% ludności nie-chińskiej. 
Najczęściej używanym językiem w domu jest kantoński. Posługuje się nim 88,9% ludności w wieku powyżej 5 lat. Tych, którzy mówią po angielsku lub putonghua (mandaryński) – jako zwykłym językiem mówionym lub innym językiem mówionym – jest odpowiednio 53,2% i 48,6% populacji.

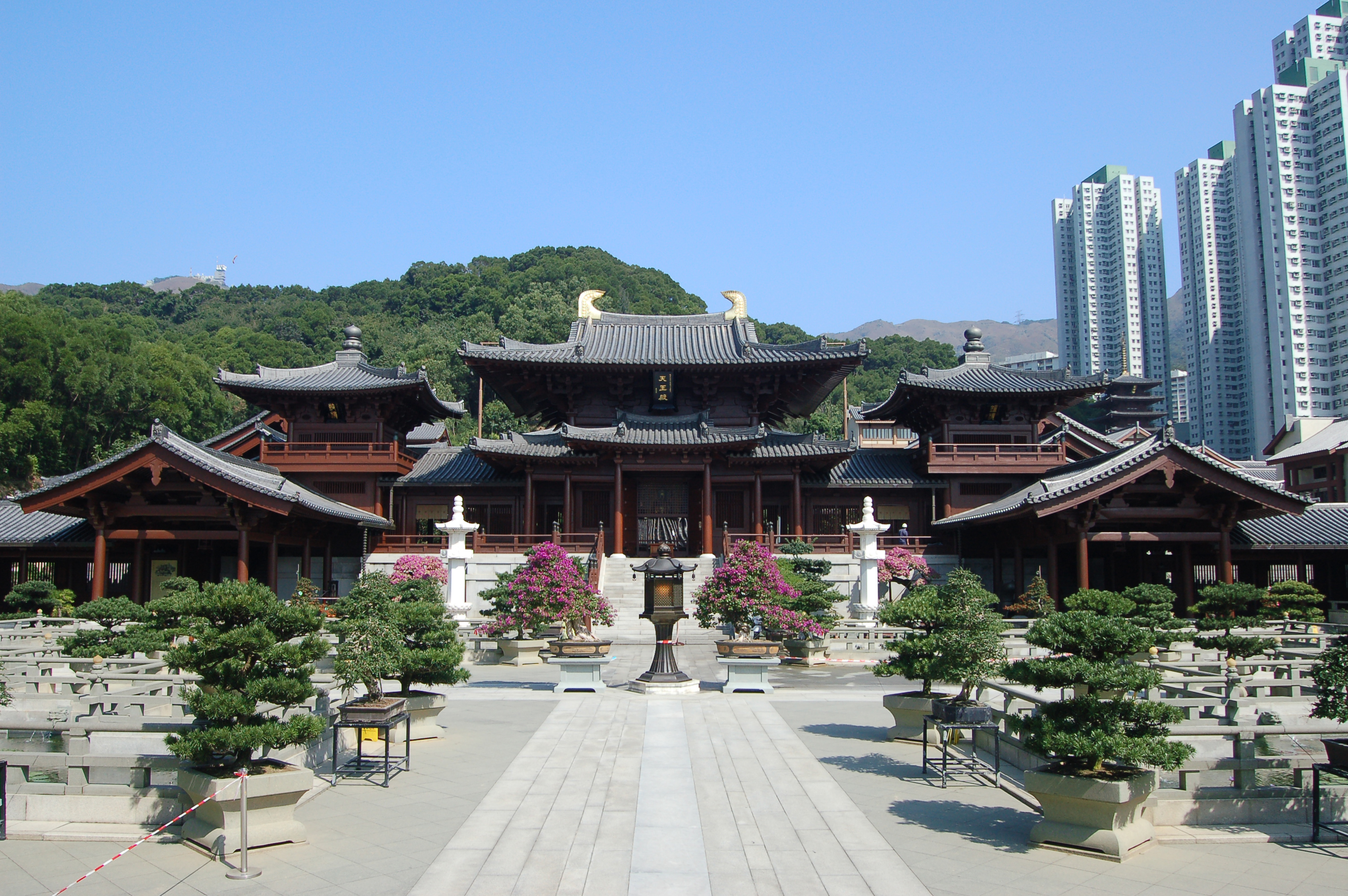
Klasztor żeński Chi Lin

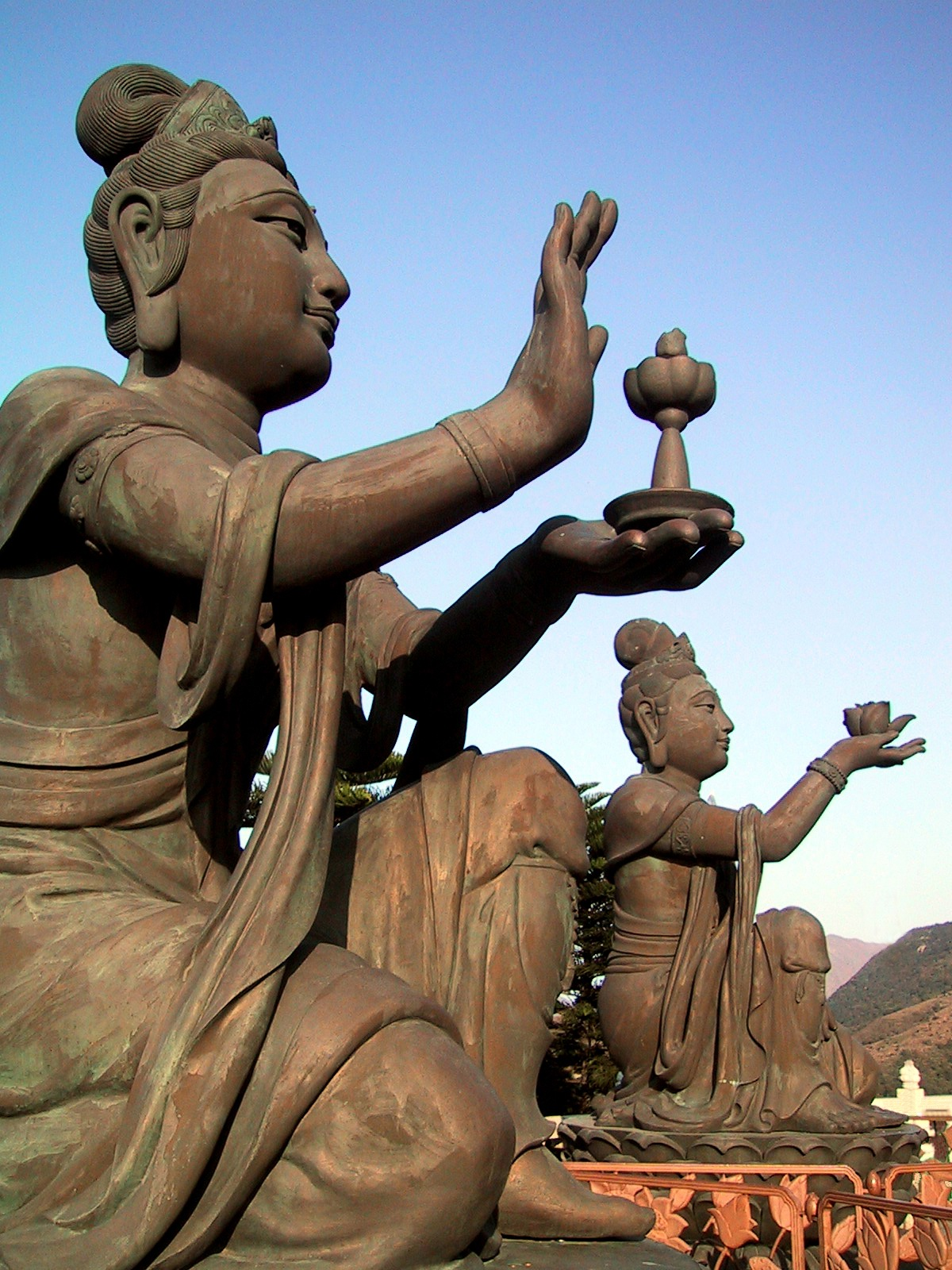
Buddyjskie posągi oddające cześć Buddzie Tian Tan na wyspie Lantau

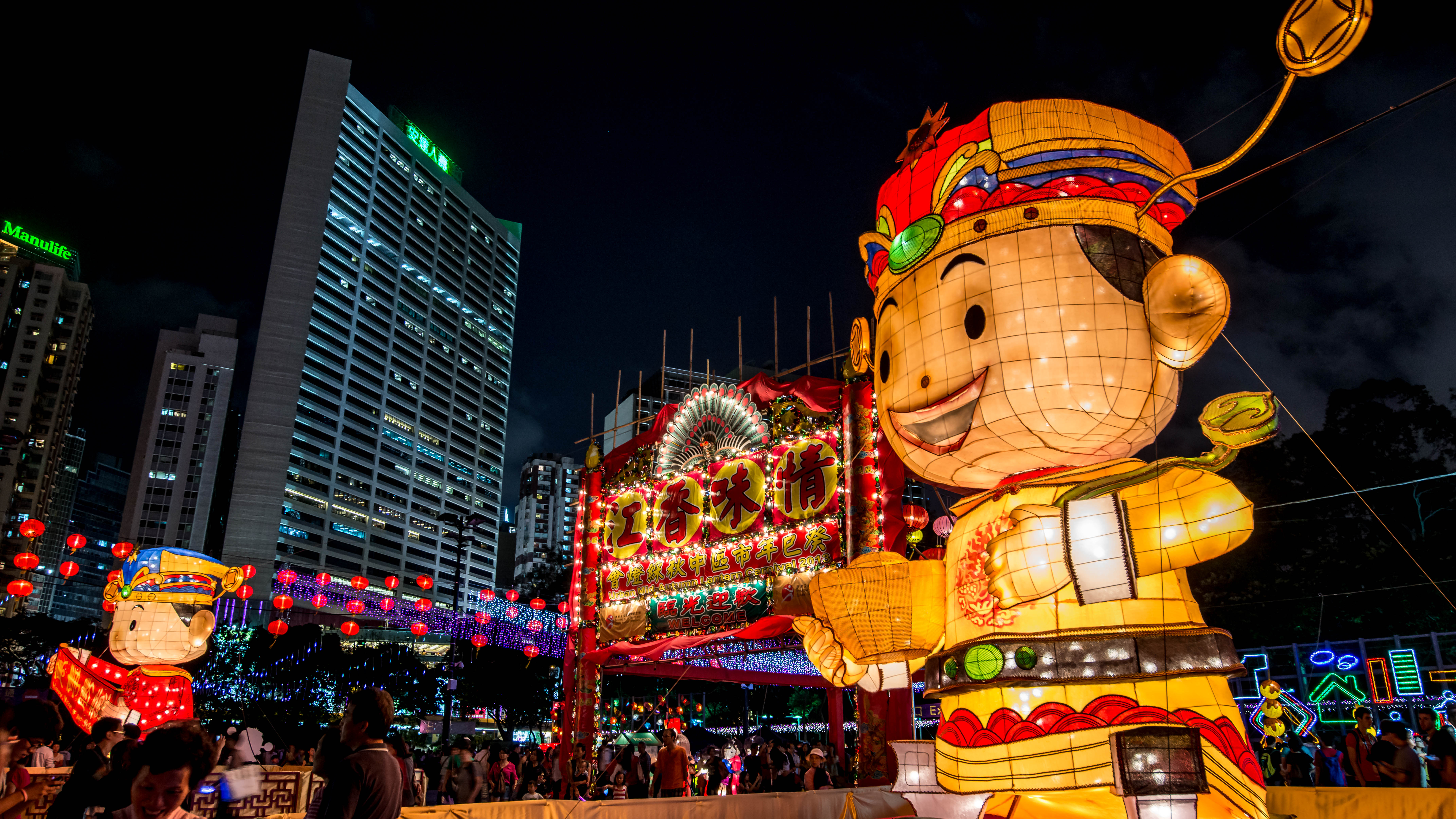
Festiwal Środka Jesieni, Hongkong 2013

Opera kantońska

## Religia
Wolność religijna jest jednym z praw podstawowych mieszkańców Hongkongu. Jest chroniona przez „Ustawę zasadniczą”  (Art. 32) i inne akty prawne. W HKSAR jest znaczna różnorodność wyznań i grup religijnych, w tym: buddyzm, taoizm, konfucjanizm, chrześcijaństwo, islam, hinduizm, sikhizm i judaizm. Wiele głównych organizacji religijnych prowadzi szkoły oraz zapewnia opiekę zdrowotną i socjalną.
- Dominującą religią jest buddyzm. Istnieją setki organizacji buddyjskich w Hongkongu. Na wyspie Lantau znajduje się klasztor Po Lin słynny z ogromnego, brązowego posągu Buddy Tian Tan przedstawionego w pozycji siedzącej. Godnym uwagi jest także klasztor żeński Chi Nin w Diamond Hill. Jest to nazwa wzgórza we wschodniej części Koulun, ale nazwa odnosi się również do terenu na wzgórzu i do niego przylegającego.
- Taoizm jest rdzennym chińskim systemem religijno-filozoficznym, opowiadającym się za prostym życiem i harmonią z naturą. Jego utworzenie przypisuje się mędrcowi Laozi (VI w. p.n.e.). Jest ponad 300 taoistycznych świątyń w Hongkongu, z których większość jest otwarta dla publiczności. Ze względu na to, że Hongkong zawsze zależał od morza – połowów i handlu – popularne bóstwa związane są z morzem i pogodą. Stowarzyszenie Taoistów, utworzone przez przedstawicieli głównych świątyń w 1961 roku, organizuje wydarzenia religijne, kulturalne i działalność charytatywną.
- Konfucjanizm łączy religię, etykę i filozofię według chińskiego filozofa Konfucjusza (Kong Fuzi, Kongzi; 551–479 p.n.e.). System ten podkreśla znaczenie tradycji i obrzędów. Wartości te są przekazywane w programach studiów wyższych. W 1930 powstała Confucian Academy, która przekazuje zasady konfucjanizmu we własnym programie nauczania. Rząd HK zatwierdził w 2014 roku trzecią niedzielę września jako Dzień Konfucjusza[24].
- Wspólnota rzymskokatolicka w Hongkongu powstała w 1841 roku, a diecezją stała się w 1946 roku. Liczy ok. 280 tys. wiernych zorganizowanych w 52 parafiach dysponujących 40 kościołami. Msze prowadzone są w języku kantońskim, ale większość parafii świadczy usługi również w języku angielskim, a niektóre w języku filipińskim tagalog.
- Również w 1841 roku powstała społeczność protestancka, która obecnie liczy ok. 480 tys. osób w ponad 70 wyznaniach. Społeczność ta jest głęboko zaangażowana w edukację, opiekę zdrowotną i pomoc społeczną. Wydaje tygodniki, realizuje programy w radio i TV. Dwa ciała ekumeniczne organizują współpracę kościołów protestanckich w Hongkongu: Hong Kong Chinese Christian Churches Union (powstała w 1915 r.) i Hong Kong Christian Council (od 1954 r.).
- Społeczność muzułmańska liczy ok. 300 tys. osób z których 50 tys. to Chińczycy, 150 tys. – Indonezyjczycy i 30 tys. – Pakistańczycy. Pozostali pochodzą z innych części świata. Modlą się oni w pięciu głównych meczetach, z których najstarszy został zbudowany w 1849 roku.
- Działalność religijna i społeczna wspólnoty hinduistów, liczącej ok. 100 tys. osób z Indii, Nepalu, Singapuru, Tajlandii i innych krajów azjatyckich, skupia się głównie wokół Hindu Temple w Happy Valley. Hindu Association of Hongkong odpowiada za utrzymanie świątyni i organizację obrzędów, ceremonii, medytacji, wykładów duchowych, zajęć jogi i innych działań.
- W Hongkongu mieszka ok. 12 tys. Sikhów. Ich świątynia Sikh Temple w Wan Chai jest zarządzana przez organizację charytatywną Khalsa Diwan. Jej unikalną cechą jest to, że zapewnia bezpłatne posiłki i krótkoterminowe zakwaterowanie dla zagranicznych gości dowolnej wiary[24].

## Kultura
Kultura Hongkongu jest znana na świecie przede wszystkim z produkcji przemysłu filmowego, a tacy aktorzy i twórcy, jak: Jackie Chan, Bruce Lee, Stephen Chow, Andy Lau, Chow Yun-fat, John Woo, Wong Kar-Wai stali się ikonami obrazów sztuk walki, interpretacji historii i mitologii Chin, specyficznego humoru. Jednakże sukcesy drugiej połowy XX wieku stopniowo zanikły m.in. w wyniku przejęcia produkcji przez wytwórnie filmowe ChRL i Hollywood. Z tego powodu Biuro ds. Handlu i Rozwoju Gospodarczego HKSAR (Commerce & Economic Development Bureau) przeznaczyło w 2020 roku znaczne środki finansowe w ramach Funduszu Rozwoju Filmowego (Film Development Fund) na pobudzenie rozwoju przemysłu filmowego w Hongkongu.  
Władze HK kładą nacisk na rozwój i promocję kultury (bezpłatne programy edukacyjne, wykłady tematyczne, warsztaty) m.in. poprzez: 
- całoroczne programy występów artystów lokalnych i zapraszanych z zagranicy, przywiązuje się wielką wagę do wymiany kulturalnej;
- organizowanie co roku lokalnych i międzynarodowych festiwali: 
  - letniego Międzynarodowego Karnawału Artystycznego (International Arts Carnival) dla dzieci i rodzin. Przedstawienia (w tym występy społeczne) obejmują: muzykę, taniec, teatr muzyczny, dramat, lalkarstwo, pantomimę, magię, akrobatykę, komedię ruchową i teatr multimedialny. Zajęcia są organizowane również przez muzea i biblioteki;
  - Festiwalu Sztuki New Vision (New Vision Arts Festival), który wprowadza najnowocześniejsze sztuki perfomatywne z całego świata. Wśród jego najważniejszych wydarzeń są międzykulturowe, multidyscyplinarne i multimedialne nowe zamówienia i światowe premiery dzieł różnych gatunków artystycznych;
  - Hongkońskiego Festiwalu Sztuki (Hong Kong Arts Festival). Jego celem jest wzbogacanie życia kulturalnego miasta poprzez prezentację czołowych lokalnych i międzynarodowych artystów we wszystkich gatunkach sztuki, w tym m.in.: opery kantońskiej, teatru, opery kameralnej, muzyki i tańca współczesnego;
  - Festiwalu Opery Chińskiej (Chinese Opera Festival) prezentującego różne style i techniki sceniczne tradycyjnego repertuaru, łączone także z innowacyjnością i nowymi kreacjami[26][27].

W Hongkongu odbywają się liczne, barwne święta, wydarzenia i festiwale wynikające z chińskich tradycji. Do najbardziej znanych należą: chiński Nowy Rok (Święto Wiosny), Święto Smoczych Łodzi, Święto Duchów, Święto Środka Jesieni, Qingmingjie.
Mieszkańcy Hongkongu czas wolny często spędzają na uprawianiu sportu i grach. Powszechną rozrywką jest gra w madżonga. Wśród osób starszych popularne są szachy chińskie (xiangqi) oraz taijiquan.

## Edukacja

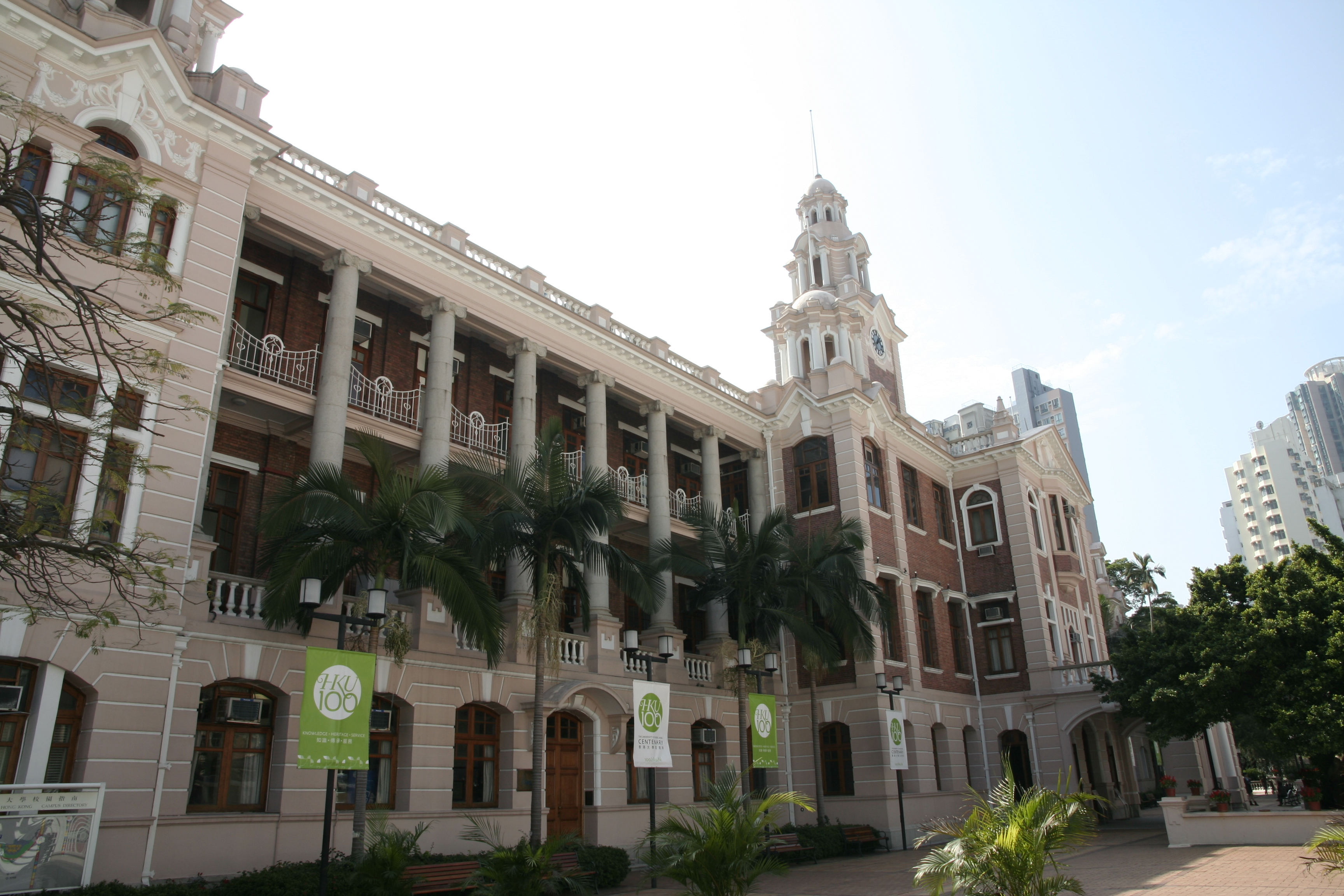
University of Hong Kong (HKU)

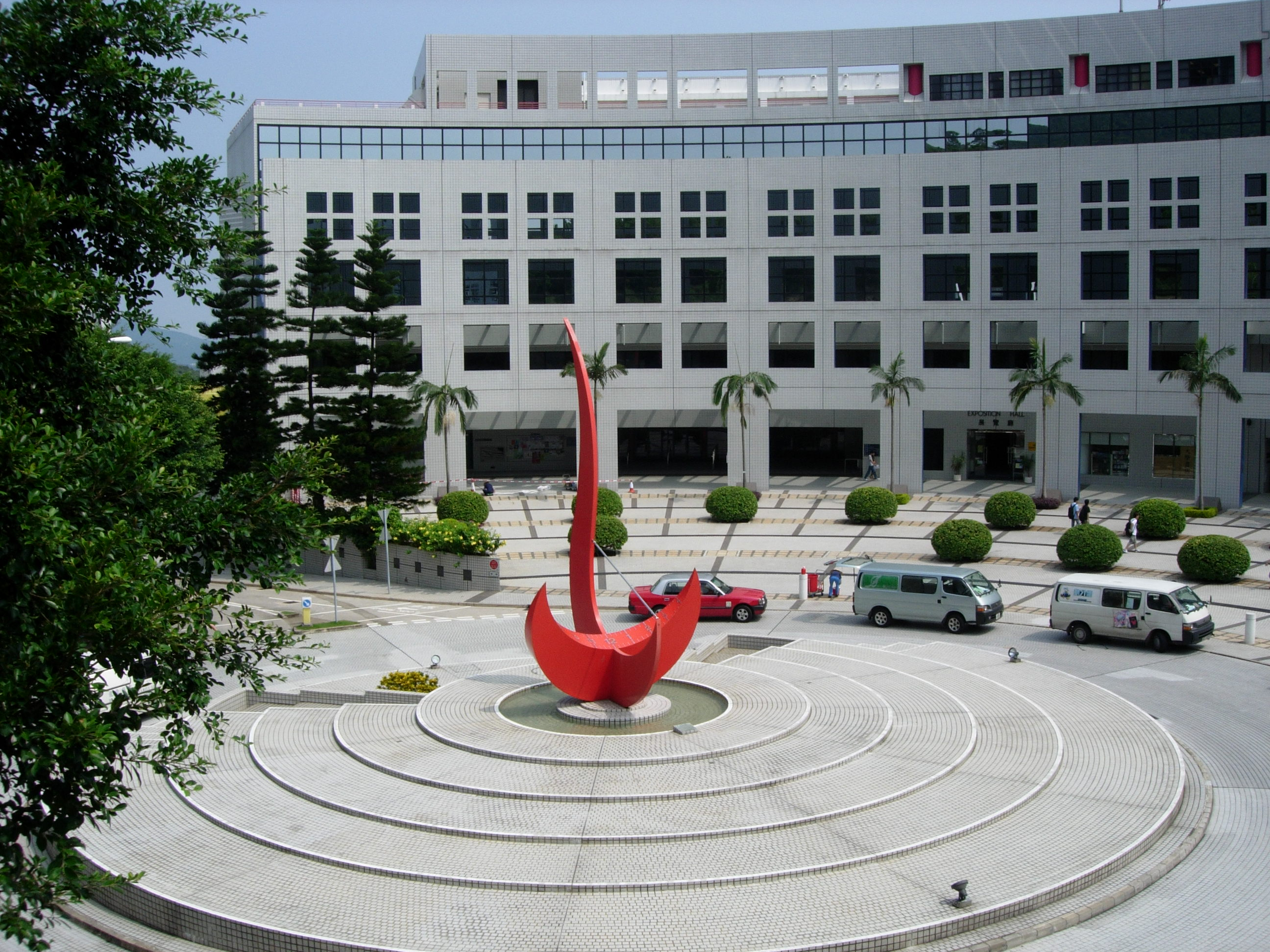
Hong Kong University of Science and Technology (HKUST)

- Przedszkola i ośrodki opieki przedszkolnej, które są zarejestrowane w Biurze Edukacji (Education Bureau), świadczą usługi dla dzieci w wieku od trzech do sześciu lat. Większość przedszkoli działa w trybie półdniowym. Niektóre oferują również całodniowe zajęcia. Wszystkie dzieci, niezależnie od ich narodowości, mogą ubiegać się o pomoc w odpłatności w ramach programu zwolnień z opłat za przedszkole o ile nie ukończyły 6 lat.
- Rząd HK dąży do zapewnienia wszystkim dzieciom 12-letniej bezpłatnej edukacji podstawowej i średniej w szkołach sektora publicznego. Dąży się m.in. do poprawy biegłości uczniów w komunikacji dwujęzycznej i trójjęzycznej. Uczniowie powinni znać zarówno chiński, jak i angielski oraz biegle mówić po kantońsku, putonghua i angielsku. Rząd zapewnia pomoc dzieciom nowo przybyłym (z Chin kontynentalnych, nie mówiącym po chińsku i powracającym) w integrowaniu się z lokalną społecznością. Bardzo duży nacisk kładzie się na technologie IT w nauczaniu i uczeniu się. Władze HKSAR, we współpracy z korporacjami biznesowymi i organizacjami społecznymi wspierają szkoły w pomocy uczniom w identyfikowaniu ich zainteresowań i umiejętności, a także w zwiększaniu ich gotowości do dalszych studiów i kariery zawodowej poprzez wyposażenie ich w informacje o drogach do jej osiągania[28].

### Szkolnictwo wyższe
Jako jedno z najbardziej konkurencyjnych miast na świecie, Hongkong posiada jedne z najlepszych uniwersytetów Regionu Azji i Pacyfiku pod względem ich osiągnięć dydaktycznych i badawczych. Według rankingu Quacquarelli Symonds (QS) World University Rankings 2021, pięć uniwersytetów: HKU, HKUST, CUHK, CityU i PolyU znajduje się w pierwszej setce na świecie.
Wybrane uczelnie:

- University of Hong Kong (HKU, 22. miejsce na liście QS)
- Hong Kong University of Science and Technology (HKUST, 27. )
- Chinese University of Hong Kong (CUHK, 43.)
- City University of Hong Kong (CityU, 48.)
- Hong Kong Polytechnic University (PolyU, 75.)
- Hong Kong Baptist University (HKBU)
- Hong Kong Metropolitan University (HKMU)
- Lingnan University (LU)
- Education University of Hong Kong (EdUHK)
- Hong Kong Academy for Performing Arts (HKAPA)
- Caritas Bianchi College of Careers (CBCC)
- Hang Seng University of Hong Kong (HSUHK)
- HKU SPACE Po Leung Kuk Stanley Ho Community College
- Hong Kong Institute of Technology (HKIT)
- Hong Kong College of Technology (HKCT)

## Architektura

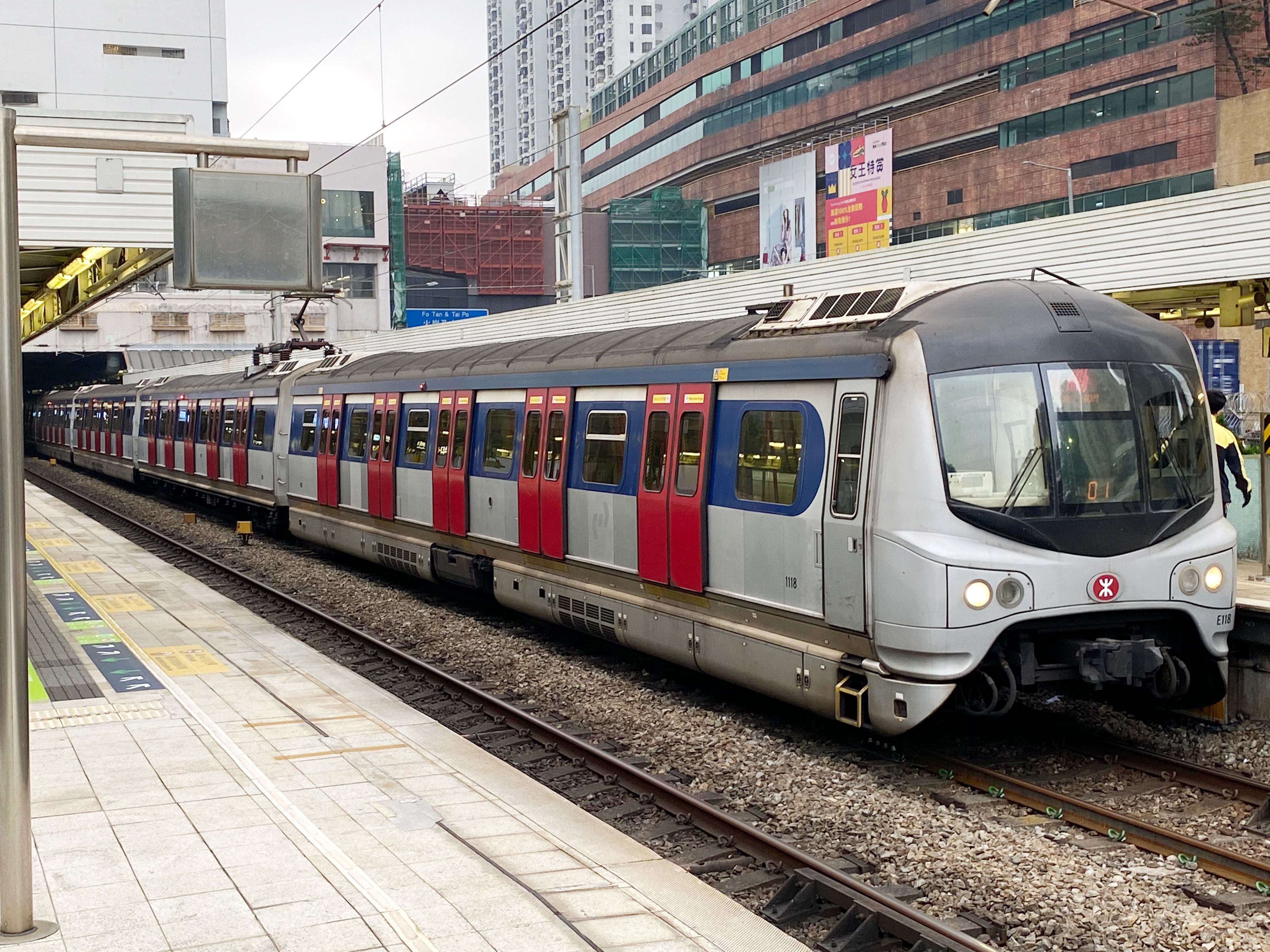
Kolej MTR East Rail Line

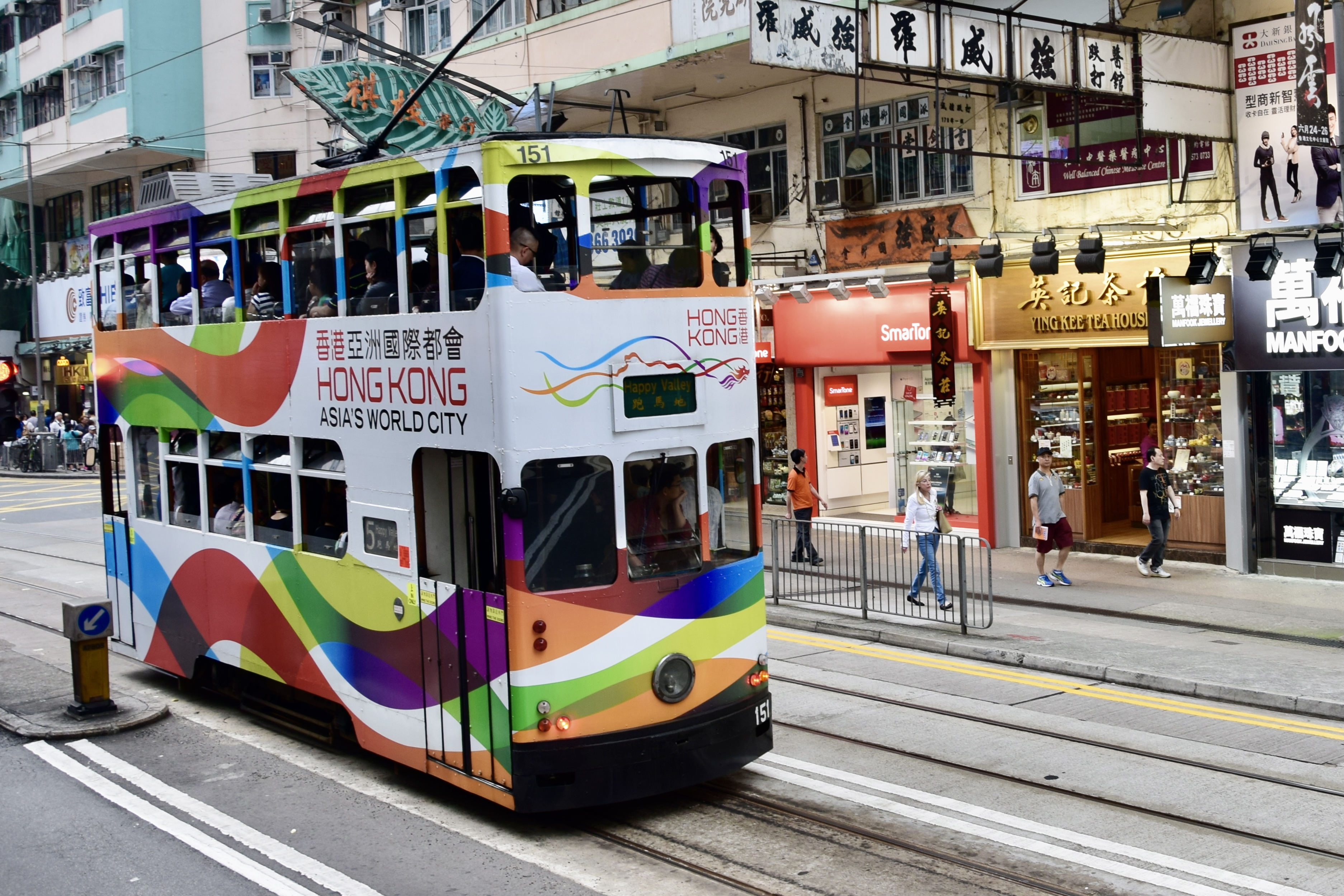
Piętrowy tramwaj w Hongkongu

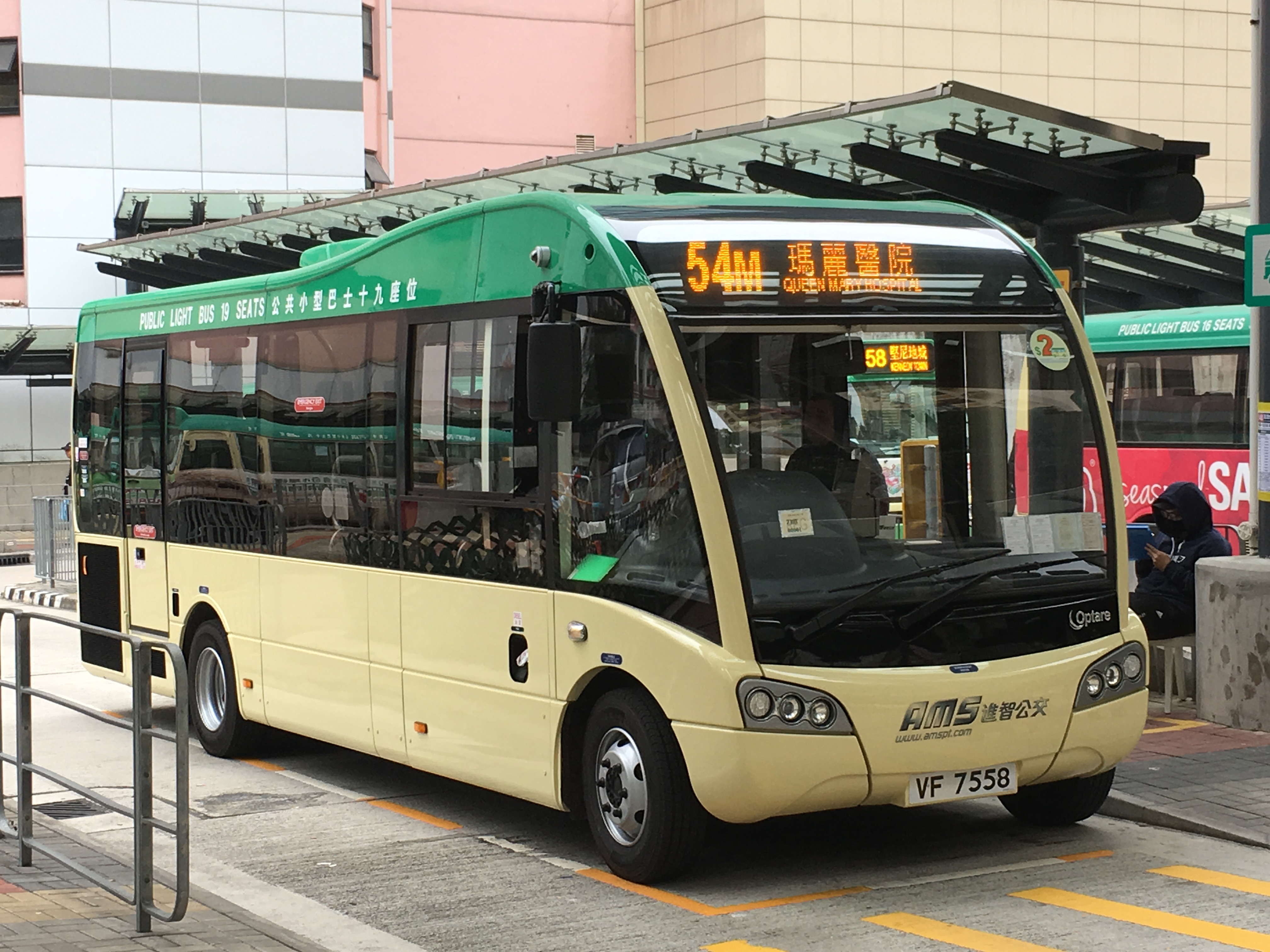
Zielone minibusy obsługują regularne połączenia, ze stałymi trasami i opłatami

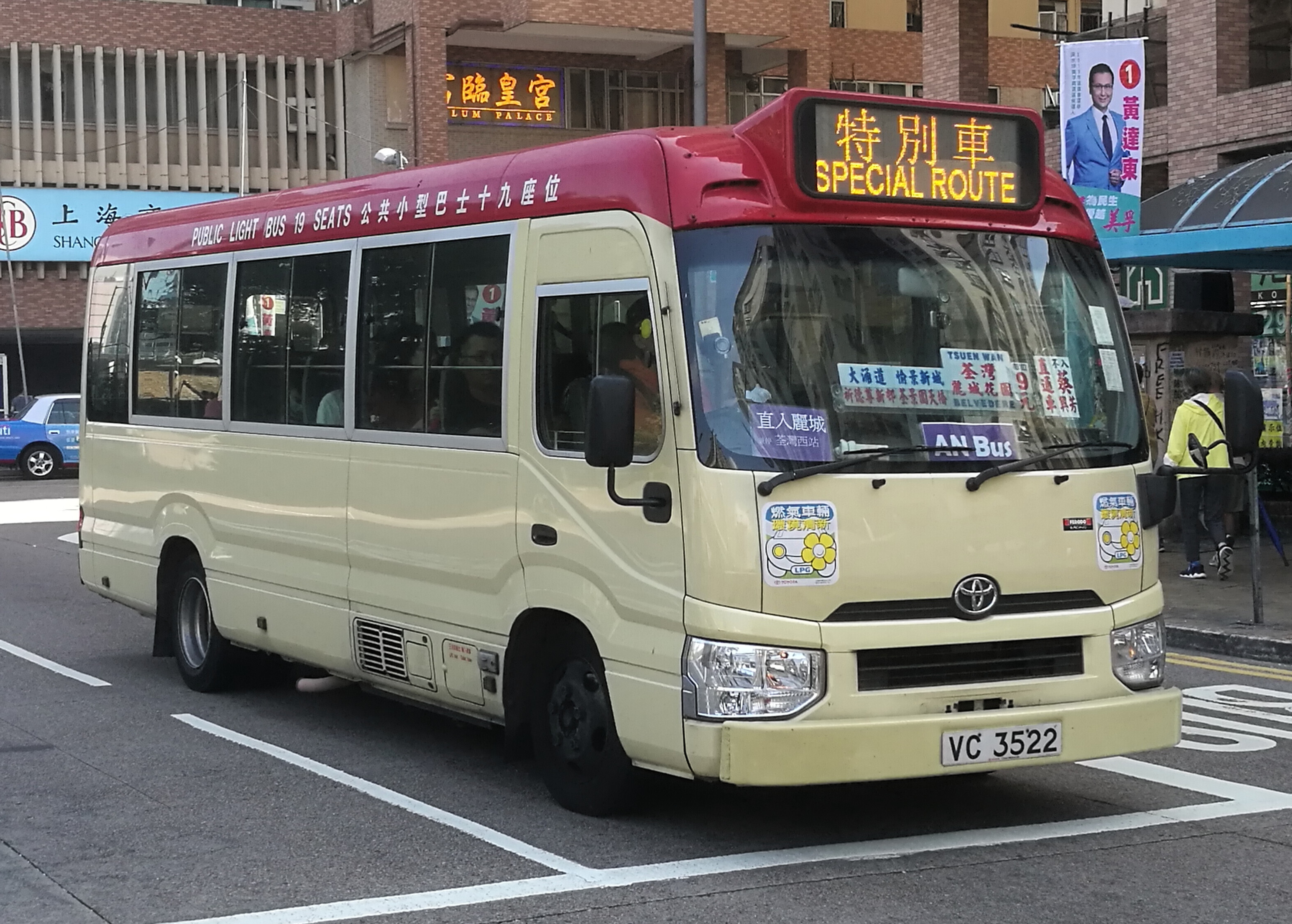
Czerwone minibusy nie muszą obsługiwać regularnych tras i mieć stałych przystanków, a opłaty i poziom usług nie są regulowane przez Departament Transportu

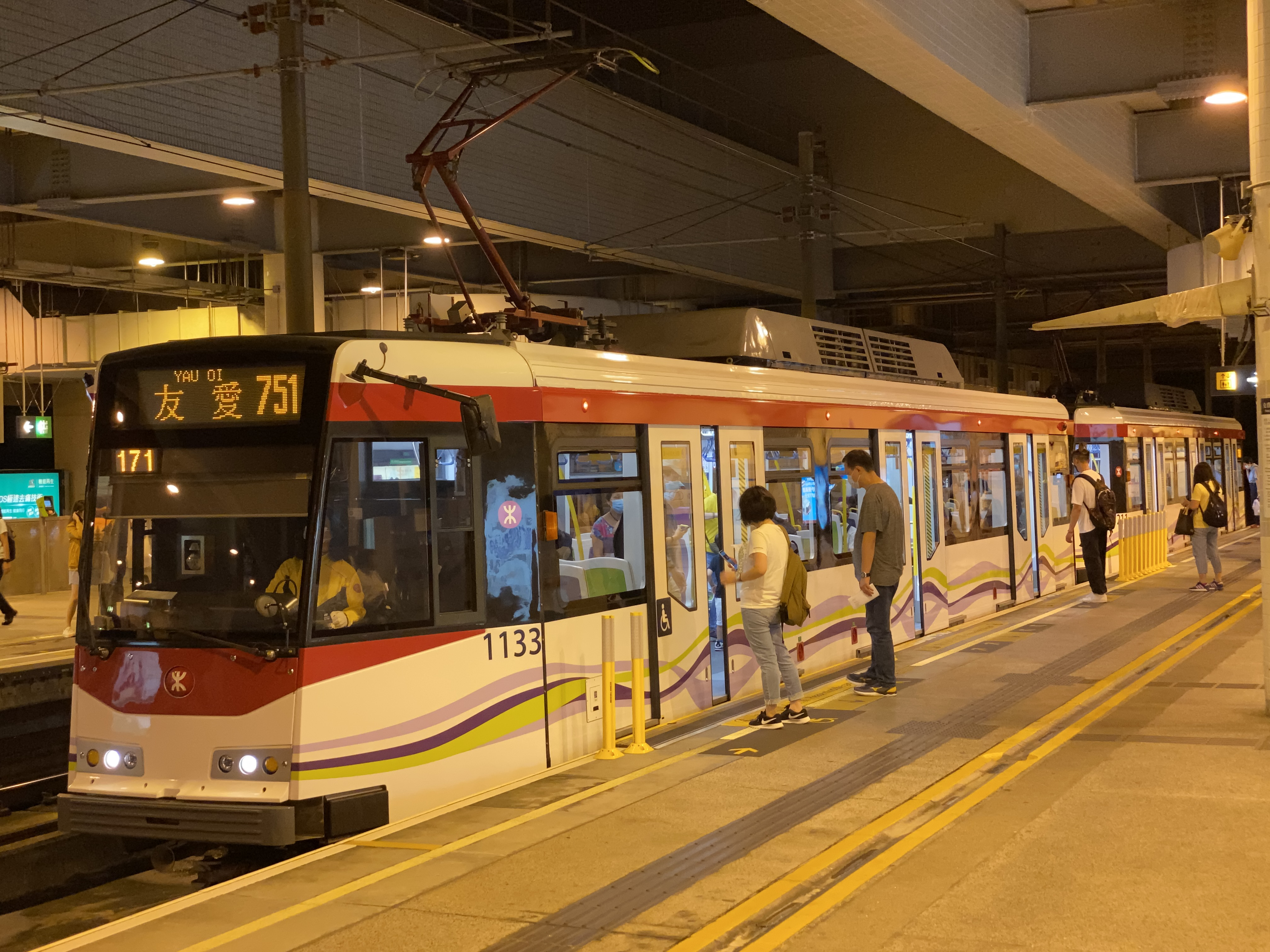
MTR Light Rail w dzielnicy Tuen Mun (region Nowe Terytoria)

Z powodu małej ilości miejsca przeznaczonej pod zabudowę w Hongkongu nie pozostało zbyt wiele kolonialnych zabytków. Miasto odznacza się dużą liczbą nowoczesnej zabudowy. Przez lata w Koulun istniały pewne ograniczenia co do wysokości budynków z uwagi na bliskość dotychczasowego portu lotniczego Kai Tak.
Jednym z najwyższych i najbardziej rozpoznawalnych budynków w Hongkongu jest Bank of China Tower, autorstwa Ieoh Ming Pei. Budynek ten wywołał liczne kontrowersje. W roku jego ukończenia (1990) okazało się, że nie jest zgodny z powszechnie stosowanymi w budownictwie chińskim zasadami feng shui, gdyż miał ostre kąty. Nieprawidłowe było również umieszczenie dwóch anten na dachu.
Jednym z ważniejszych budynków Hongkongu jest także miejscowa siedziba banku HSBC, ukończona w 1985, 44 piętra, wysokość 178,8 m. Została ona zbudowana na miejscu pierwszego drapacza chmur w Hongkongu, zbudowanego w 1935.

## Transport
HKSAR charakteryzuje się dużą różnorodnością środków transportu publicznego. 
- Kręgosłupem systemu są koleje. Przypada na nie ok. 39% wszystkich podróży odbywanych każdego dnia środkami komunikacji miasta. Są zarządzane przez Mass Transit Railway (MTR) Corporation Limited (MTRCL). Całkowita długość tras sieci MTR wynosi ok. 266,3 km, w tym 9 linii lokalnych[30].

- MTR Light Rail (rodzaj kolejki miejskiej) to lokalna sieć transportowa, obsługująca mieszkańców w części Nowych Terytoriów. Ma długość około 36,2 km z 68 przystankami. W 2020 r. codziennie przewoziła ponad 300 tys. pasażerów[30].

- Tramwaje elektryczne jeżdżą na wyspie Hongkong od 1904 roku. Hongkong Tramways Limited obsługuje siedem dwutorowych tras o długości 13 km wzdłuż północnego brzegu wyspy Hongkong pomiędzy Kennedy Town a Shau Kei Wan i około 3 km jednotorowych wokół Happy Valley. Firma posiada 167 piętrowych tramwajów, w tym także dla turystów i do wynajęcia[30].

- Minibusy (do 19 miejsc siedzących) należące do Public Light Buses (PLB) oferują usługi regularne (zielone minibusy) i nieregularne (czerwone minibusy)[30].

- W HKSAR jest ponad 18 tys. taksówek, z czego ponad 15 tys. to taksówki miejskie (czerwone), pozostałe: z Nowych Terytoriów (zielone) i na Lantau (niebieskie). Mają one wyznaczone obszary działania. Taksówki miejskie działają w większości obszarów Hongkongu, taksówki z Nowych Terytoriów kursują głównie w północno-wschodniej i północno-zachodniej części Nowych Terytoriów. Taksówki Lantau kursują tylko na wyspach Lantau i Chek Lap Kok. Wszystkie mogą obsługiwać terminale lotniska, sekcję HK przeprawy mostowo-tunelowej Hongkong-Zhuhai-Makau i Disneyland[30].

- Od 1 kwietnia 1999 roku większość usług promowych świadczona jest przez licencjonowanych operatorów promowych. Obecnie istnieje 12 operatorów zapewniających 19 regularnych usług promowych na odległe wyspy i poprzez port. Obsługa odległych osiedli przybrzeżnych jest uzupełniana przez niewielkie kai-to. W 2020 roku liczba pasażerów promów wyniosła około 31 mln[30].

- Międzynarodowy węzeł komunikacji morskiej – posiada 9 portów, z których największy (port Victoria) należy też do największych portów w południowo-wschodniej Azji – średnio przyjmuje 220 tys. statków pasażerskich i towarowych rocznie.

- W 1998 roku oddano do użytku nowy port lotniczy Hong Kong International Airport zlokalizowany na połączonych i przekształconych wyspach Chep Lap Kok i Lam Chau, usytuowanych w pobliżu północnego wybrzeża wyspy Lantau. Głównym projektantem był brytyjski architekt Norman Foster. Dotychczasowe lotnisko w Koulun Kai Tak Airport zostało zamknięte.

## Armia
Zgodnie z Art. 14 „Ustawy zasadniczej” siły wojskowe rządu centralnego (Chińskiej Armii Ludowo-Wyzwoleńczej), stacjonujące w celu obrony w Specjalnym Regionie Administracyjnym Hongkong nie mogą ingerować w sprawy lokalne Regionu. Rząd HKSAR, w razie potrzeby, może zwrócić się do władz w Pekinie o pomoc garnizonu w utrzymaniu porządku publicznego i pomocy w przypadku katastrof.